# Stift Sankt Florian

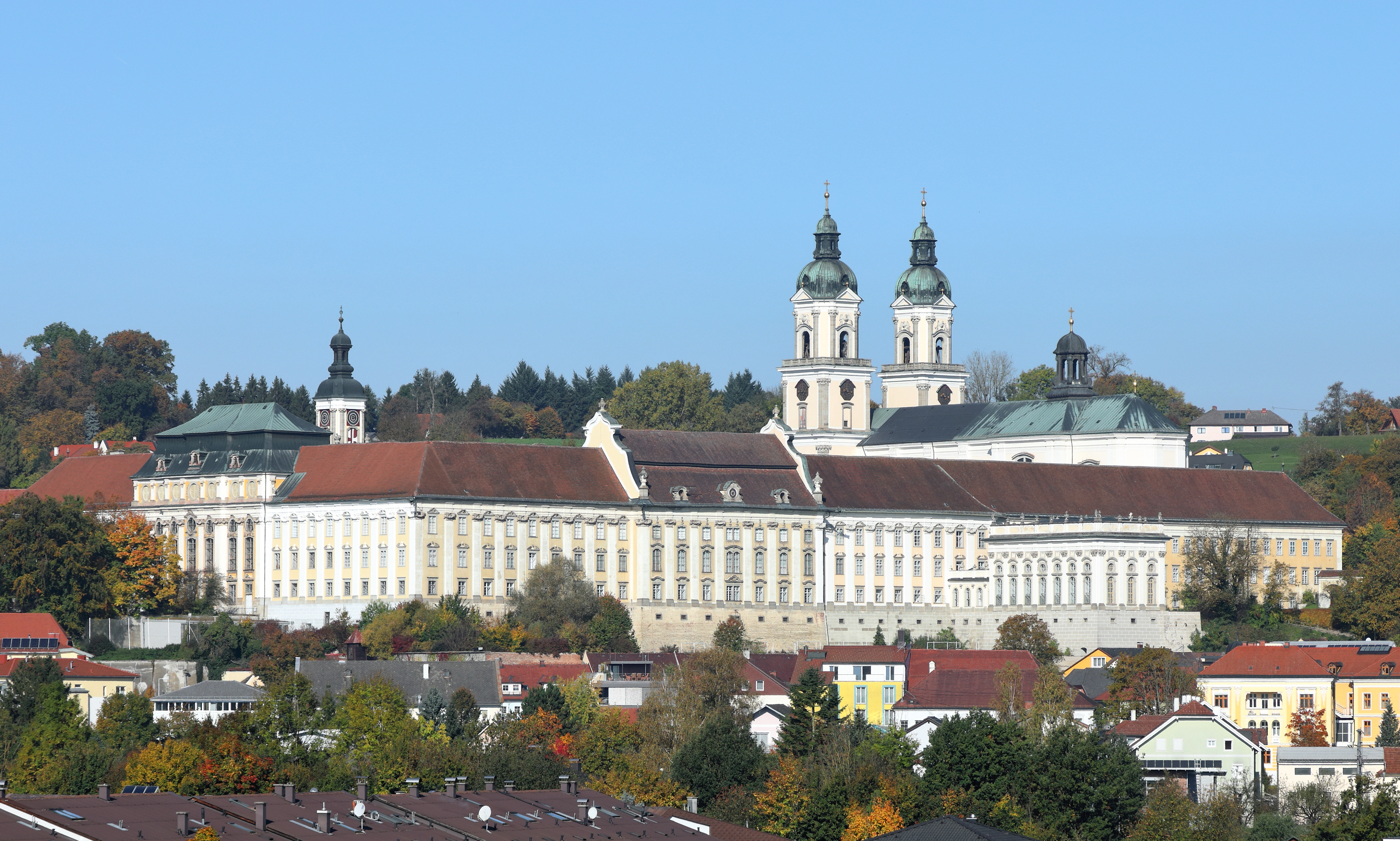
Südostansicht von Stift Sankt Florian mit Marmorsaal (links), Sommerrefektorium (rechts) und den Türmen der Basilika im Hintergrund

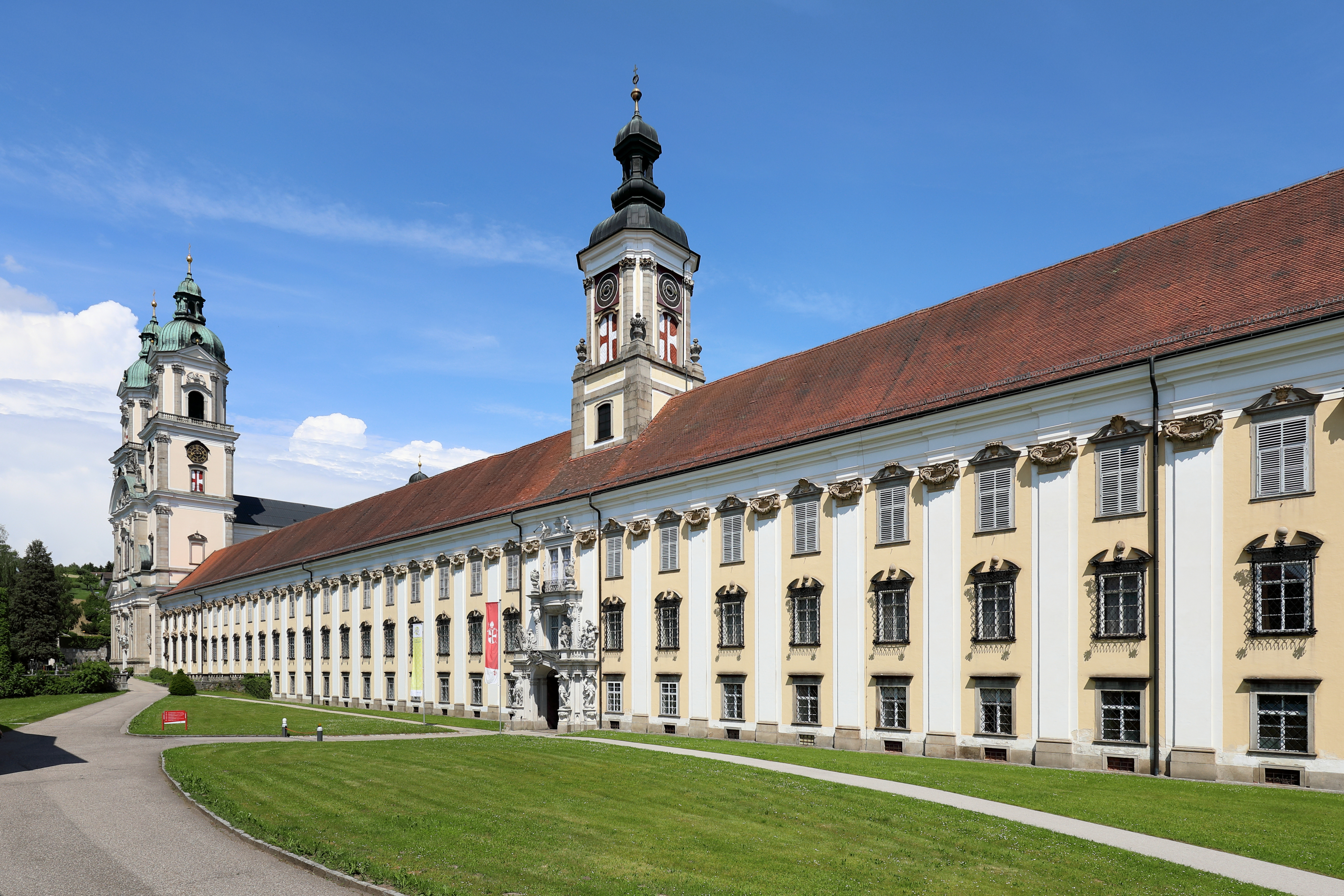
Westtrakt mit Torturm, Portalanlage und Basilika

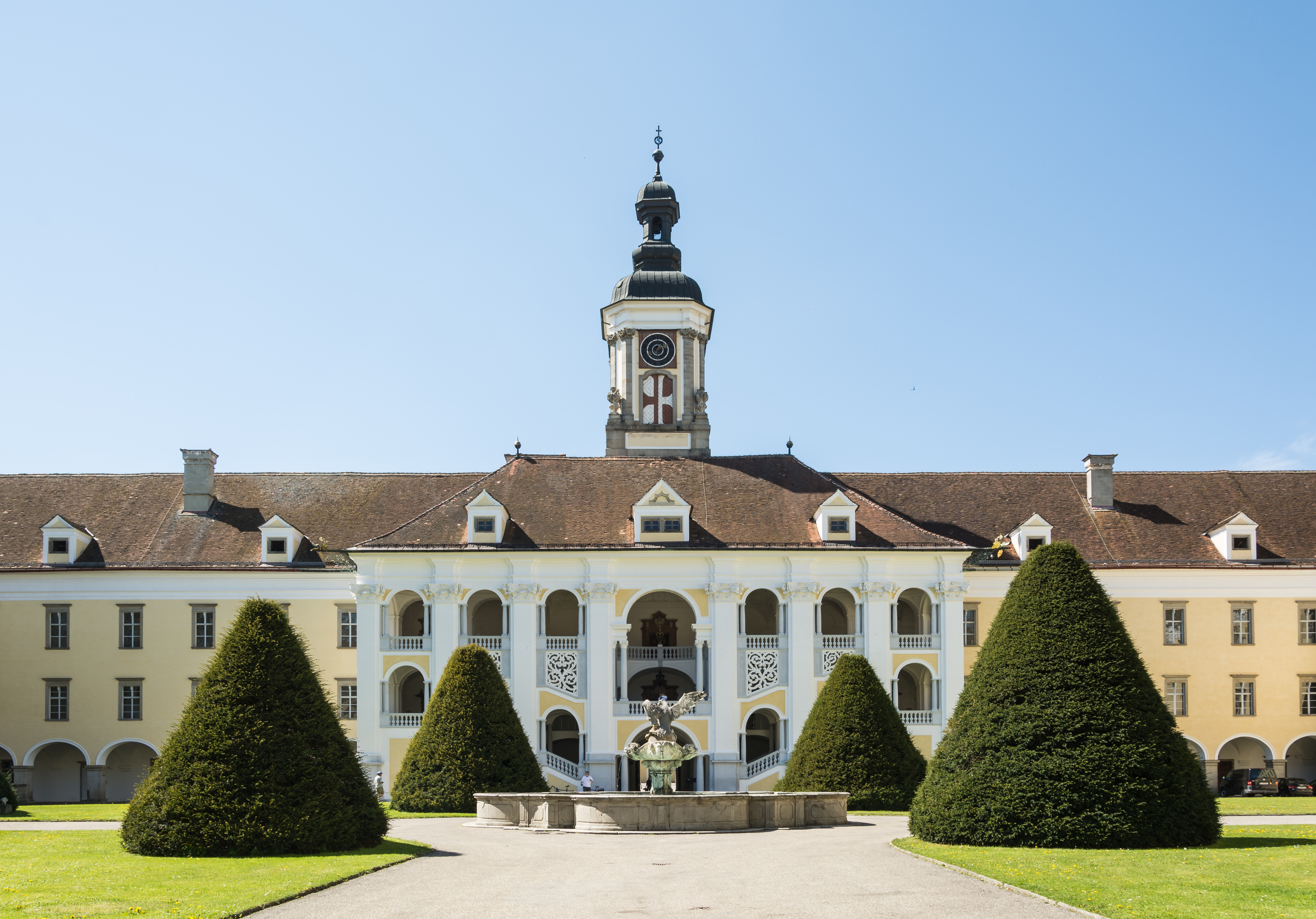
Adlerbrunnen und Hofansicht des Treppenhauses

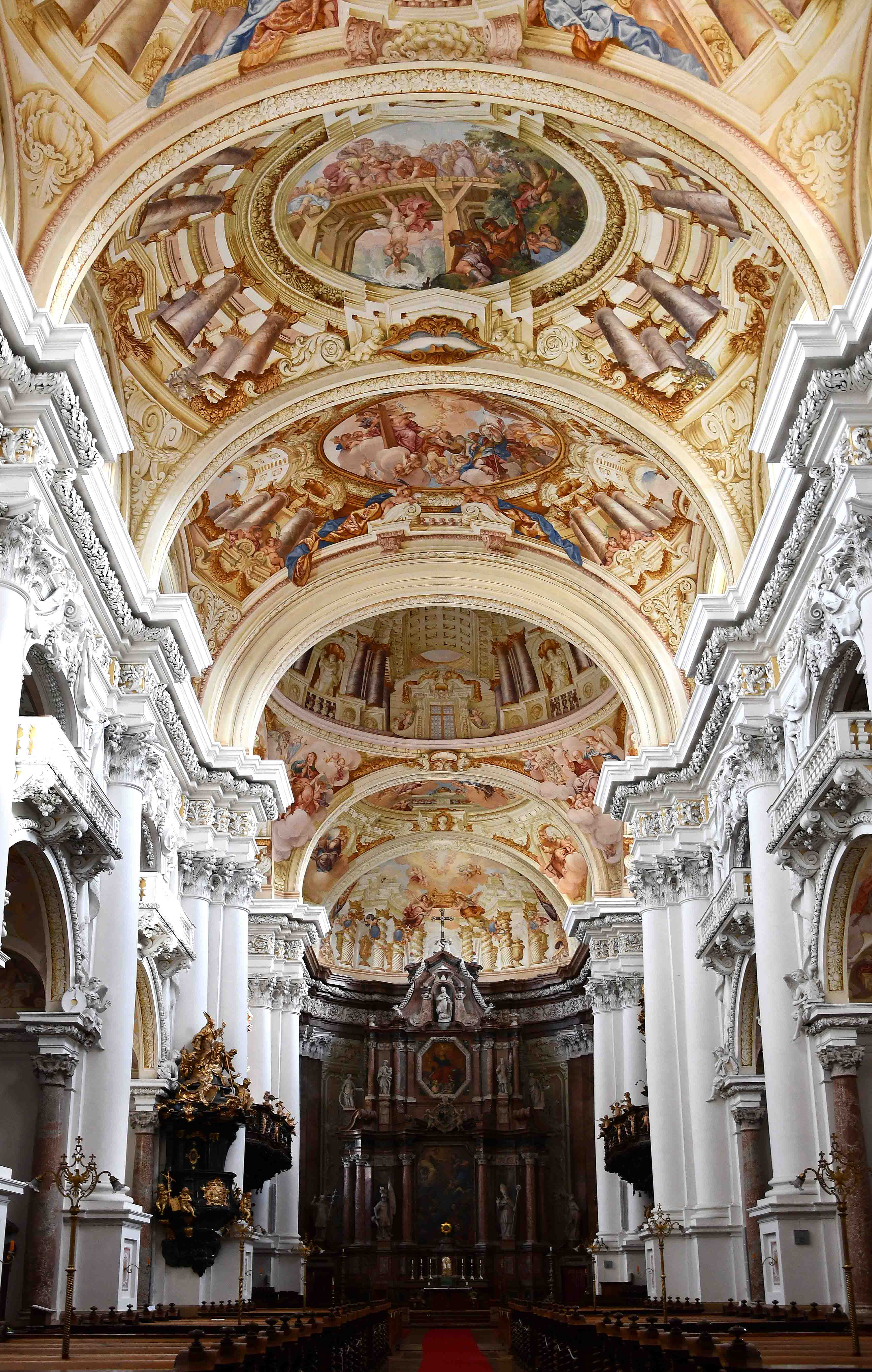
St. Florian, Blick in das Innere der Stiftskirche

Das barocke Stift Sankt Florian, eines der größten und bekanntesten Klöster Österreichs, befindet sich in der Marktgemeinde St. Florian nahe Linz in Oberösterreich. Die unter dem Patrozinium Mariä Himmelfahrt errichtete Stiftskirche (Patrozinium 15. August) ist Pfarrkirche und Basilica minor. Sie gehört zum Dekanat Enns-Lorch in der Diözese Linz. Die Stiftsbasilika und die Klostergebäude stehen unter Denkmalschutz.
Seit dem Jahr 1071 besteht hier eine Gemeinschaft der Augustiner-Chorherren, heute Kongregation der österreichischen Augustiner-Chorherren genannt. Die prachtvollen, nahezu unversehrt erhaltenen Barockgebäude mit der Stiftsbasilika sind unter den Architekten Carlo Antonio Carlone, Jakob Prandtauer und Johann Gotthard Hayberger in der Zeit von 1686 bis 1751 entstanden. In der Basilika befindet sich auch die Grabstätte des Komponisten Anton Bruckner.

## Geschichte

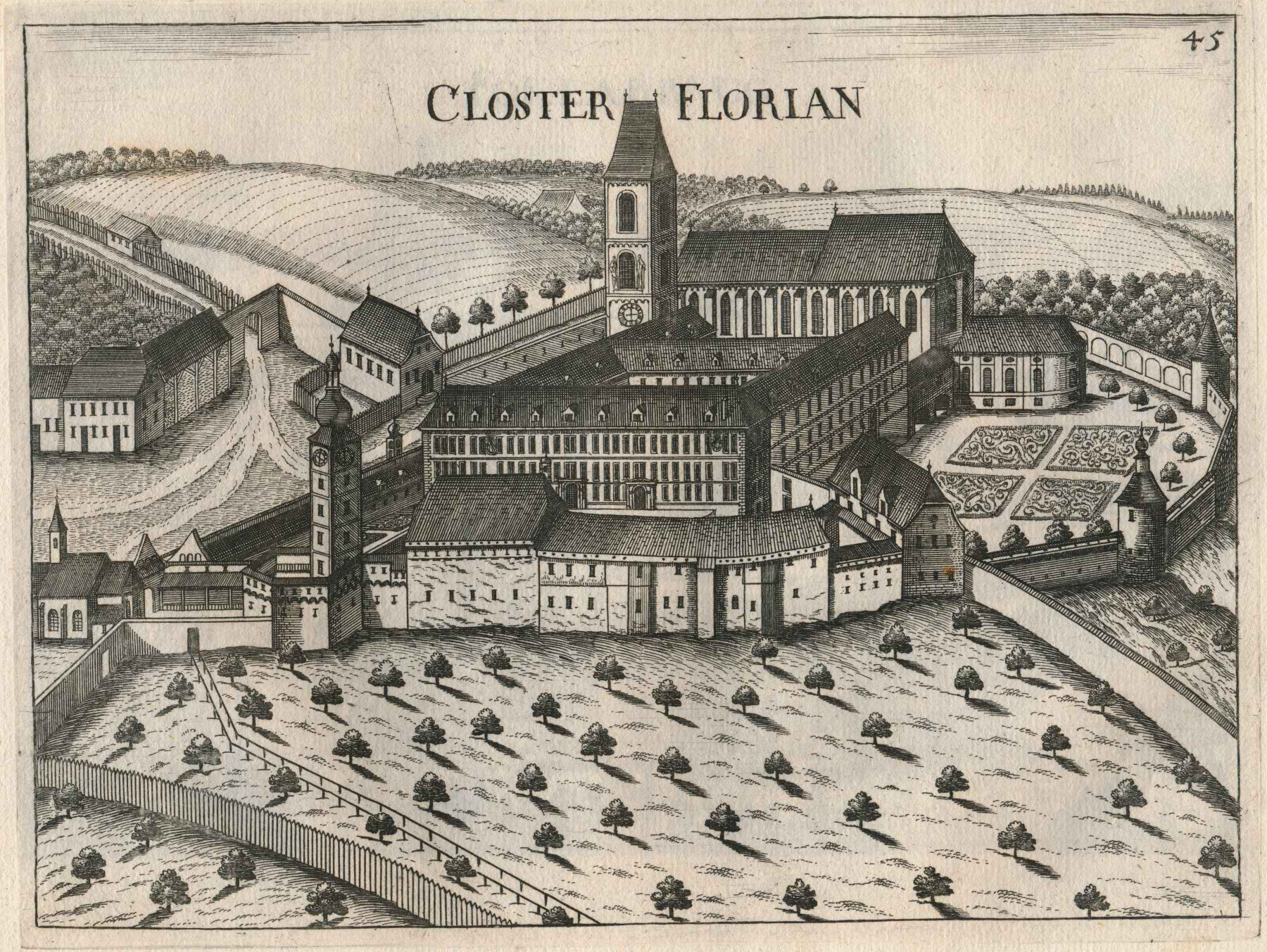
Klosteranlage kurz vor Beginn des Neubaus, Kupferstich von Georg Matthäus Vischer (1674)

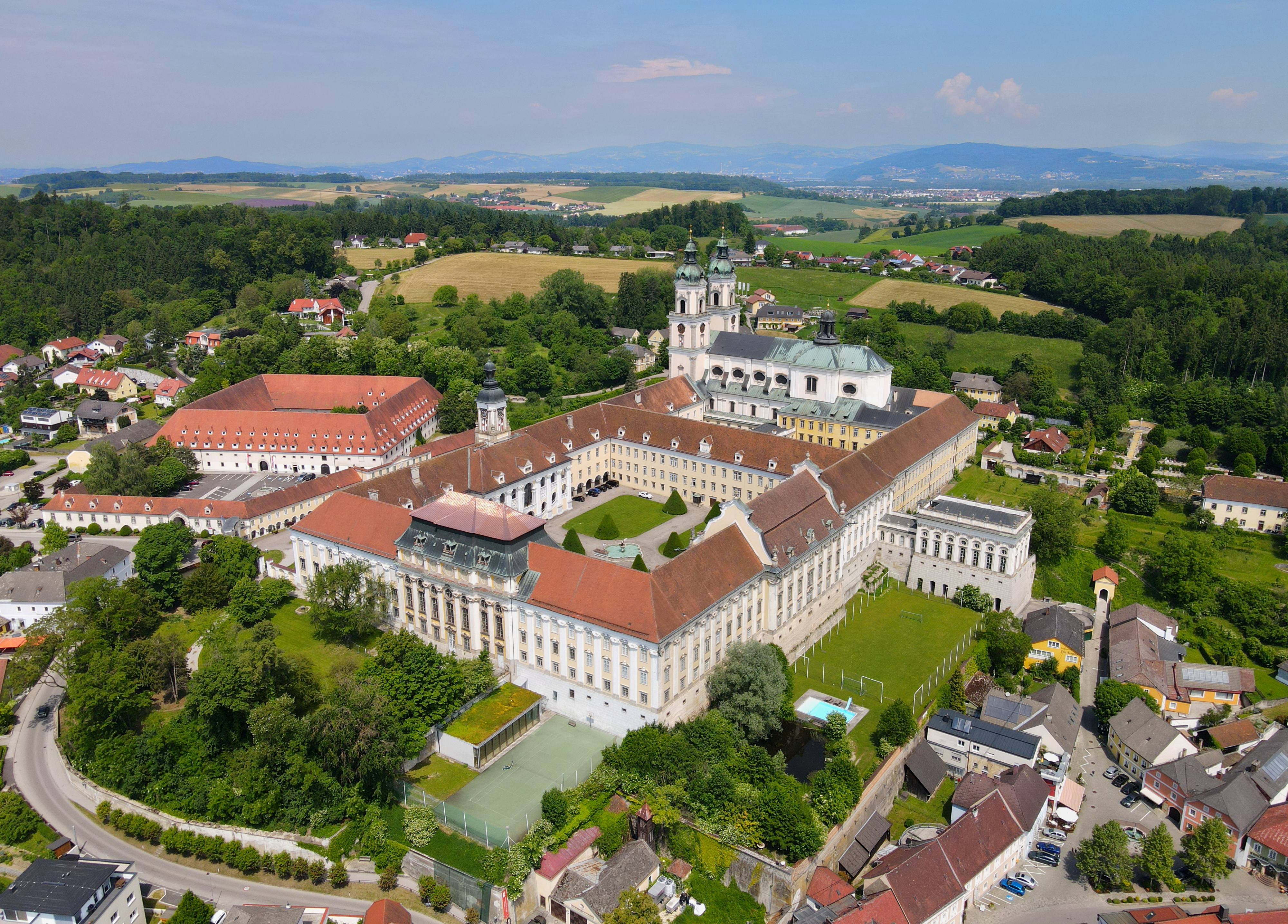
Südsüdostansicht des Stiftskomplexes: Marmorsaal (li. Mitte), Bibliothek (re. Mitte), Anbau des Sommerrefektoriums (re. hinten) und die Stiftskirche (Mitte hinten)

### Frühe Geschichte
Der Ursprung des Stiftes St. Florian ist durch keine Dokumente belegt. Die ersten schriftlichen Quellen stammen vom Ende des 8. Jahrhunderts. Eine Überlieferung aus dem 9. Jahrhundert, die Passio Floriani, erzählt vom Märtyrertod des ersten namentlich bekannten Christen auf dem Gebiet des heutigen Österreich: des Heiligen Florian, der zunächst in der Zivilverwaltung des Römischen Reichs tätig war. Als er sich später im Zug der Christenverfolgung Kaiser Diokletians öffentlich zum Christentum bekannte, wurde er gefoltert und gefesselt in den Fluss Enns geworfen, wo er starb. Nach der Passio Floriani bestattete man ihn im Jahre 304 an der Stelle, wo sich die Stiftskirche befindet. Damit lässt sich in St. Florian ab dem 4. Jahrhundert eine Verehrungstradition des namengebenden Heiligen vermuten.
Das erste schriftliche Zeugnis einer Klosteranlage geht auf karolingische Zeit im Jahr 819 zurück. 1071 führte Bischof Altmann von Passau die Augustinusregel ein. Bis dahin war St. Florian ein Stift weltlicher Chorherren. Mit der Einführung der Regel wurden aus den Chorherren Ordensleute, die ab nun Ordensgelübde ablegten. Seit damals verrichten sie klösterliche und seelsorgliche Aufgaben (das Stift betreut 33 inkorporierte Pfarren).
Vom Ende des 11. Jahrhunderts stammt der erste überlieferte Kirchenbau. Er wurde bei einem Brand 1235 zerstört, danach aber sofort wieder neu errichtet.
1140/1150 entstand im Scriptorium des Stiftes die Riesenbibel von St. Florian, ein Kunstwerk der romanischen Buchmalerei.
Eine Pfarre außerhalb des heutigen Oberösterreichs (damals noch Steiermark) erwarb das Stift erstmals im Dezember 1162: Mit der Wachauer Mutterpfarre St. Michael wurden auch deren Filialen St. Margareta und St. Ulrich in Mühldorf sowie St. Florian in Wösendorf übernommen. 1258 kamen noch die Wachauer Filialen Weißenkirchen und der Lesehof samt Weingärten in Weinzierl im östlichen Gemeindegebiet von Krems hinzu.
Mitte des 13. Jahrhunderts übte der Probst von St. Florian das Amt des passauischen Archidiakons von Lorch aus. St. Florian war damals das Zentrum der kirchlichen Verwaltung im Gebiet des heutigen Oberösterreich und spielte bei der Bildung des Landes ob der Enns durch König Otakar Přemysl eine wichtige Rolle. Dessen Landschreiber Witiko von Prčice und Blankenberg wurde übrigens vor Pfingsten 1256 im Speisesaal des Klosters im Streit ermordet.
In den unsicheren Jahren 1477 bis 1487 brachte das Stift seine Kleinodien, das Getreide und den Wein zur Stadt Enns in Sicherheit. Matthias Corvinus brachte damals Kaiser Friedrich III. in Bedrängnis, und die Liechtensteiner auf Schloss Steyregg erpressten und plünderten als Parteigänger des Ungarn wiederholt kaisertreue Orte und Klöster. Die Stadt Enns wiederum weigerte sich mehrmals, die Güter wieder ans Stift zurückzuliefern.

### Bau des Barockstifts

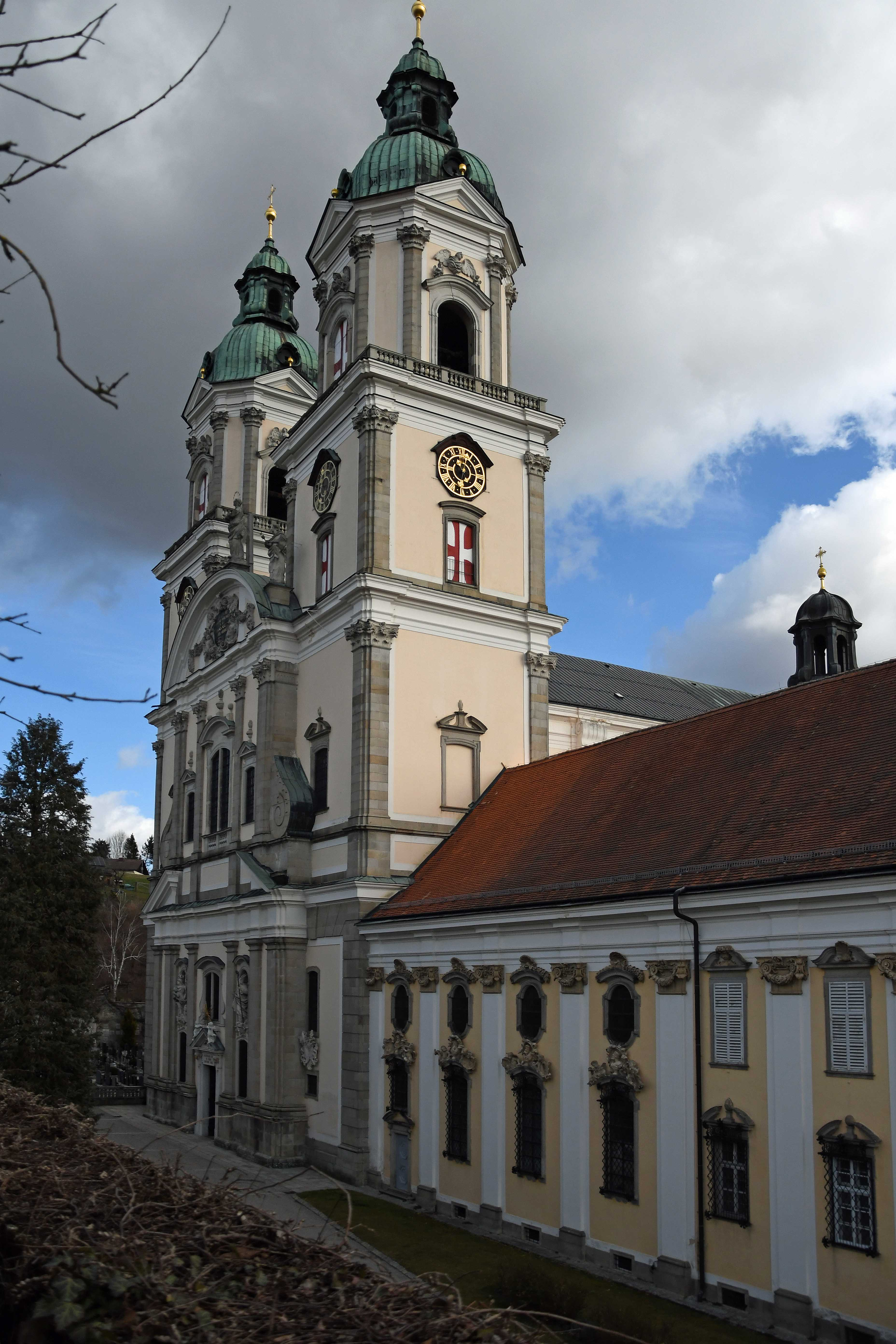
Fassade der Kirche (von der alten Mauer gegenüber fotografiert)

1684 machte Kaiser Leopold I. nach der überstandenen Zweiten Wiener Türkenbelagerung eine Dankes-Wallfahrt zur Gedenkstätte des heiligen Florian, was als Anstoß zum Neubau der Stiftskirche und in Folge auch der Stiftsgebäude gesehen wird.
Im Jahr 1686 begann man, die St. Florianer Stiftskirche auf dem Grundriss der früheren Kirche und unter Verwendung mittelalterlicher Mauern neu zu errichten. Baumeister der Kirche war Carlo Antonio Carlone. Sie gilt als sein Hauptwerk. Eigentlich sollte er die gesamte Klosteranlage neu bauen, er starb aber während der Arbeiten im Jahr 1708. Die Kirche und beinahe den gesamten Westflügel des Stiftsgebäudes konnte er bis dahin vollenden.
Nach Carlones Tod übernahm Jakob Prandtauer den Bau, der ihn im Wesentlichen in Carlones Sinn weiterführte. Da er eine bekannte Künstlerpersönlichkeit war, nahm er Ergänzungen und kleine Änderungen vor. So sind u. a. das über drei Geschoße reichende Portal des Westflügels auf ihn zurückzuführen, das Steinportal erbaute der Eggenburger Steinmetzmeister Mathias Strickner. Weiters der Südtrakt mit dem pavillonartigen, hervortretenden Marmorsaal und das Sommerrefektorium als Annexbau an der Ostseite des Stiftes. Der Konventflügel wurde nach Prandtauers Tod (1726) nach seinem Entwurf unter Leitung Jakob Steinhubers und dessen Sohn Michael zu Ende geführt. – Zu Innenarchitektur und Einrichtung der Kirche siehe weiter unten.

### Jüngere Geschichte
Im 19. Jahrhundert entwickelte sich das Stift zum Zentrum der oberösterreichischen Geschichtsforschung, als dessen wichtigste Vertreter Franz Xaver Pritz und Jodocus Stülz zu nennen sind. Von 1848 bis 1855 wirkte der Komponist und Musiker Anton Bruckner als Stiftsorganist; er ist direkt unter der von Franz Xaver Krisman erbauten Brucknerorgel bestattet.
Im Jänner 1941 wurde das Stift durch die Gestapo beschlagnahmt und enteignet. Die Chorherren und ihr damaliger Propst Vinzenz Hartl wurden ausgewiesen, konnten aber ihr klösterliches Leben in Kloster Pulgarn bei Steyregg fortsetzen. Ab 1942 hatte die Reichsrundfunkgesellschaft unter ihrem Generaldirektor Heinrich Glasmeier hier ihren Sitz. Nach dem Ende des Zweiten Weltkrieges konnten die Chorherren wieder ins Stift zurückkehren.
Nach Leopold Hager, Johannes Zauner (1913–1977), Wilhelm Neuwirth (1977–2005) und Johannes Holzinger (2005–2025) ist seit dem 6. Februar 2025 Klaus Sonnleitner der 58. Propst von Sankt Florian. Aktuell (Jänner 2025) gehören dem Stift 23 Chorherren an.

## Liste der Pröpste
Die Liste der Prälaten basiert großteils auf der Prachthandschrift, die im Auftrag von Propst Johann Georg Wiesmayr im Jahr 1740 vom Florianer Chorherren Johann Evangelist Pachl (1677–1744) erstellt und vom Kammerdiener Karl Anselm Heiß in Zierschrift auf Pergament übertragen wurde.
- Hartmann, amtierte 1071–1099, erster Propst des 1071 reformierten Klosters
- Isimbert, amtierte 1099–1123
- Dietmar I., amtierte 1124–1152
- Heinrich I., amtierte 1153–1172
- Engelbert I., amtierte 1172–1202
- Otto, amtierte 1203–1213, ab 1214 Bischof zu Gurk
- Altmann, amtierte 1213–1223
- Bernhard, amtierte 1224–1240
- Dietmar II., amtierte 1240–1250
- Arnold I., amtierte 1250–1256
- Sibito, amtierte 1257–1258
- Arnold II., amtierte 1258–1271
- Konrad, amtierte 1272–1277
- Ulschalk, amtierte 1277–1283
- Ulrich von Patnanger (* in Enns), amtierte 1283–1295
- Einwik Weizlan (* in Enns), amtierte 1295–1313
- Heinrich II. von Marsbach, amtierte 1314–1321
- Wernher von Winkel, amtierte 1322–1331
- Heinrich III. Piber, amtierte 1331–1350
- Johannes I., amtierte 1350–1353
- Weigand Mosinger, amtierte 1354–1372
- Albert von Rana, amtierte 1372–1381
- Stephan Zainkgraben (Zeingraben), amtierte 1382–1407
- Jodok I. Pernschlag, amtierte 1407–1417
- Kaspar I. Seisenecker, amtierte 1417–1436
- Lukas Fridensteiner von Maur, amtierte 1436–1459, erhielt 1458 von Papst Pius II. Piccolomini (1458–1464) die Pontifikalien, d. h. dass er ab diesem Zeitpunkt bischöfliche Insignien tragen und bischöfliche Amtshandlungen verrichten durfte.
- Johann II. Stieger, amtierte 1459–1467
- Kaspar II. Vorster, amtierte 1467–1481
- Peter II. Sieghartner, amtierte 1481–1483
- Leonhard Riesenschmied (* in Lembach im Mühlkreis), amtierte 1483–1508
- Peter III. Maurer (* in St. Florian), amtierte 1508–1545, resignierte als Propst
- Florian Muth (* 1491 in St. Florian), amtierte 1545–1553
- Siegmund Pfaffenhofer (* in St. Florian), amtierte 1553–1572
- Georg I. Freuter (* in Coburg), amtierte 1573–1598
- Vitus (Veit) Widmann († 20. Jänner 1612), amtierte 1599–1612
- Leopold I. Zehetner (* 1581 in St. Florian; † 30. September 1646), amtierte als Propst 1612–1646
- Mathias Gotter (* in Krummau), amtierte als Propst 1646–1666
- David Fuhrmann (* 1621 in Straubing; † 6. Oktober 1689 in Linz), amtierte 1667–1689, erster Lateranischer Abt
- Matthäus I. von Weißenberg (* 1644 in Steyr; † 1700 in St. Florian), amtierte als Propst 1689–1700
- Franz Klausius (Clausius) Kröll, amtierte als Propst 1700–1716
- Johann III. Födermayr, amtierte als Propst 1716–1732, ließ Schloss Hohenbrunn errichten
- Johann Georg II. Wiesmayr (* 4. April 1695), amtierte als Propst 1732–1755
- Engelbert II. Hofmann, amtierte als Propst 1755–1766
- Matthäus II. Gogl, amtierte als Propst 1766–1777
- Leopold II. Trulley, amtierte als Propst 1777–1793
- Michael I. Ziegler, amtierte als Propst 1793–1823
- Michael II. Arneth, amtierte als Propst 1823–1854
- Friedrich Gottlieb Mayer, amtierte als Propst 1854–1858
- Jodok II. Stülz, amtierte als Propst 1859–1872
- Ferdinand Moser, amtierte als Propst 1872–1901
- Josef Sailer, amtierte als Propst 1901–1920, Generalabt der österreichischen Augustiner-Chorherrenkongregation 1907–1920
- Vinzenz Hartl, amtierte als Propst 1920–1944
- Leopold Hager, amtierte als Propst 1944–1968, resignierte 1968
- Johannes IV. Zauner, amtierte als Propst 1968–1977
- Wilhelm Neuwirth, amtierte als Propst 1977–2005, 1987–2002 Generalabt der österreichischen Augustiner-Chorherrenkongregation
- Johannes V. Holzinger (* 12. April 1951), amtierte als Propst 2005–2025, 2017–2024 Generalabt der österreichischen Augustiner-Chorherrenkongregation
- Klaus Sonnleitner (* 6. November 1970), amtiert als Propst seit 2025

## Architektur der Stiftsgebäude (Reihenfolge gemäß dem Rundgang)

### Stiftsbibliothek

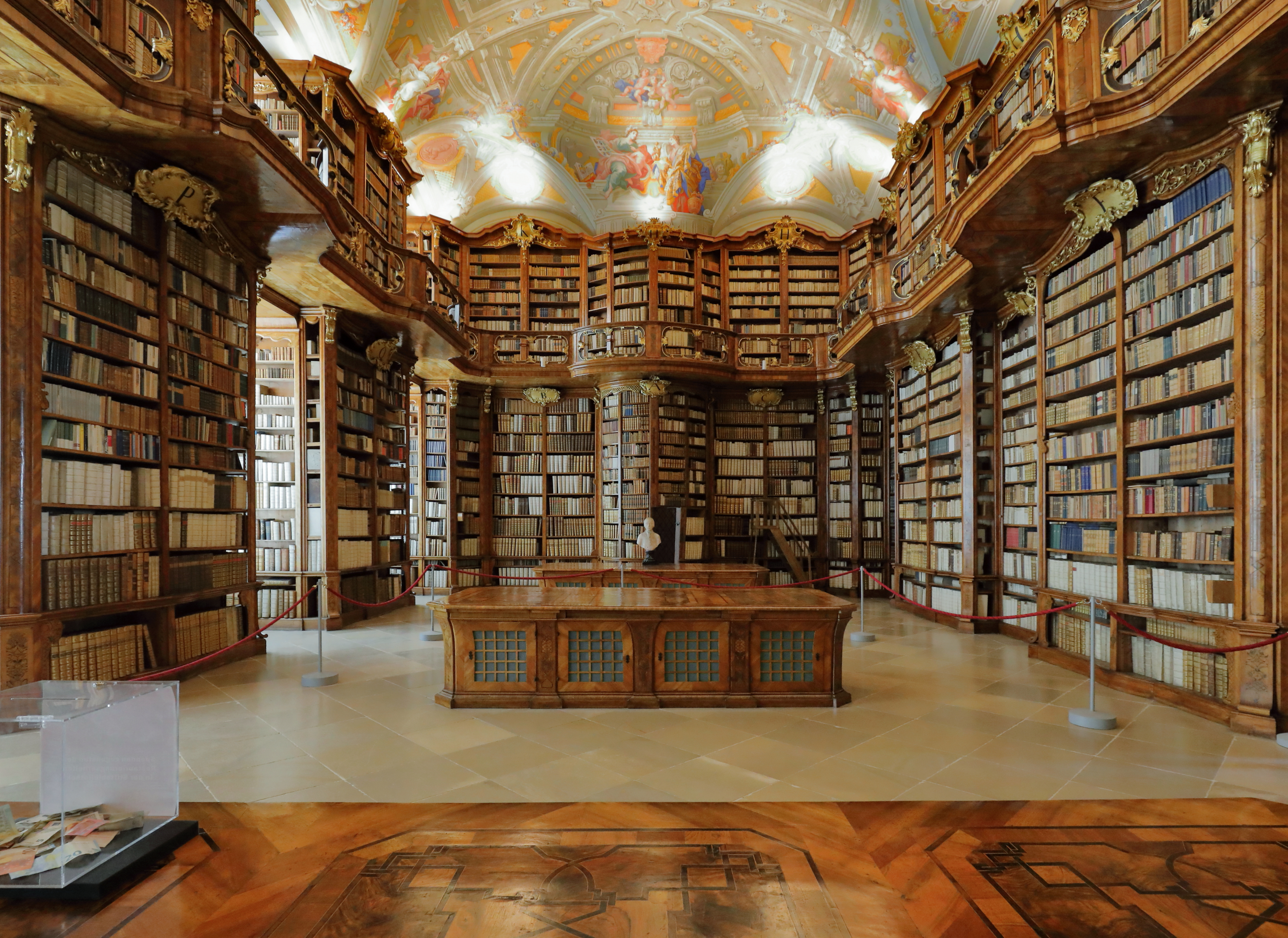
Hauptsaal der Stiftsbibliothek

Den Bau eines Bibliothekstrakts (ein erster war früher als Annexbau an anderer Stelle geplant) in der Mitte des Ostflügels überantwortete man Baumeister Gotthard Hayberger aus Steyr. Der Hauptsaal der zwischen 1744 und 1751 erbauten Stiftsbibliothek ist ein Juwel des Spätbarock. Die Bücherregale, die Empore und die Türen wurden von regionalen Handwerkern gefertigt und zeugen von der hohen Qualität ihrer Arbeit. Die Figuren des Deckenfreskos Verbindung der Tugend mit der Wissenschaft (bez. 1747) schuf Bartolomeo Altomonte, die Architekturmalerei Antonio Tassi. Der Gesamtentwurf des Gemäldes stammt von Daniel Gran.
Die Bibliothek umfasst ca. 150.000 Bände, darunter auch mittelalterliche Handschriften und Frühdrucke, von denen etliche nach dem Zweiten Weltkrieg von Eleonore Klee restauriert wurden.
Ausgewählte Bücher aus dem Bibliotheksbestand
- Riesenbibel von St. Florian von 1140/1150
- Urbare, Kopial- und Traditionsbücher:[16] Das älteste erhaltene Kopialbuch St. Florians von 1276/79 ordnet die Urkunden nach den Ausstellern: Päpste, Kaiser, Könige, Bischöfe, Herzoge. Danach folgen Schenkungs- und Tauschurkunden des niedrigen Adels.[17]
- Vita Wilbirgis von Probst Einwik Weizlan um 1300. Das Stift St. Florian verfügt über Abschriften aus dem 15. Jahrhundert. Die ältesten Handschriften befinden sind allerdings im Stift Melk und in einem Waldhausener Kodex, der im British Museum in London aufbewahrt wird (zum Inhalt siehe unten).
- Die sog. „Kirchweihchronik“ (Handschrift 101 a des Stiftsarchives St. Florian) wurde um 1300 vermutlich von Probst Einwik verfasst. Sie besteht aus 51 Pergament-Blätter, denen vorne und rückwärts je sechs leere Papierblätter vorgebunden sind, und gliedert sich in drei Teile:[18]
  - Der erste Teil (fol. 7–12) beschäftigt sich vor allem mit der Baugeschichte der Stiftskirche nach 1235 und der Kirchweihe von 1291. Abschließend werden die Einweihungen der Heiligengeistkapelle 1235, der Michaelskapelle 1258, der Marien- und Katherinenkapelle 1269 und der Johanneskapelle im Ort 1285 berichtet.
  - Der mittlere Teil (fol. 12–32) umfasst rund 100 Weiheurkunden und Ablass-Briefe vom Ende des 11. Jahrhunderts bis zum Jahr 1517.
  - Der dritte Teil (fol. 32–56) enthält Abschriften verschiedener Urkunden aus dem Zeitraum 1250–1338, die vielfach ins Oberösterreichische Urkundenbuch übernommen wurden. Dieser Teil wurde wahrscheinlich erst um 1600 mit der übrigen Handschrift vereinigt.

Zum Bibliotheksbestand gehörte bis 1931 auch der Florianer Psalter.

### Kunstsammlungen
Die reichen Kunstsammlungen umfassen Bestände aus allen Kunstepochen. Zwei überlebensgroße Figuren des hl. Florian aus dem 14. Jahrhundert gehören ebenso dazu wie die gotischen Tafelbilder des Sebastiansaltares von Albrecht Altdorfer. Werke weiterer Meister der Donauschule ergänzen die bedeutende Sammlung. Zu den weiteren Kunstschätzen von Stift St. Florian zählen eine Glasgemäldesammlung, eine Sammlung barocker Gemälde und zeitgenössischer Kunst sowie eine Grafiksammlung.

Der Sebastiansaltar von Albrecht Altdorfer
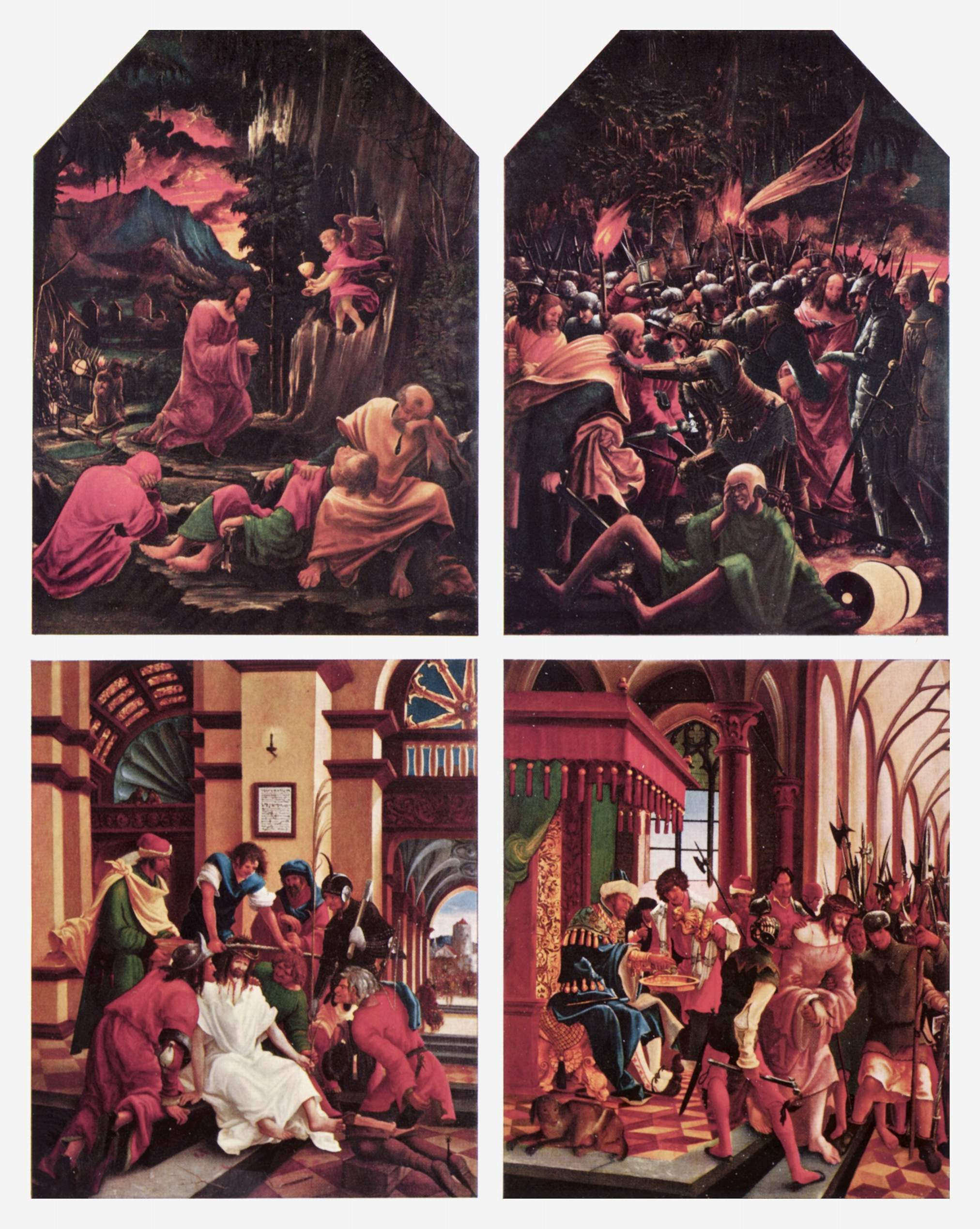
Linker Innenflügel, Szenen oben: Christus am Ölberg, Gefangennahme Christi, Szenen unten: Dornenkrönung, Handwaschung des Pilatus
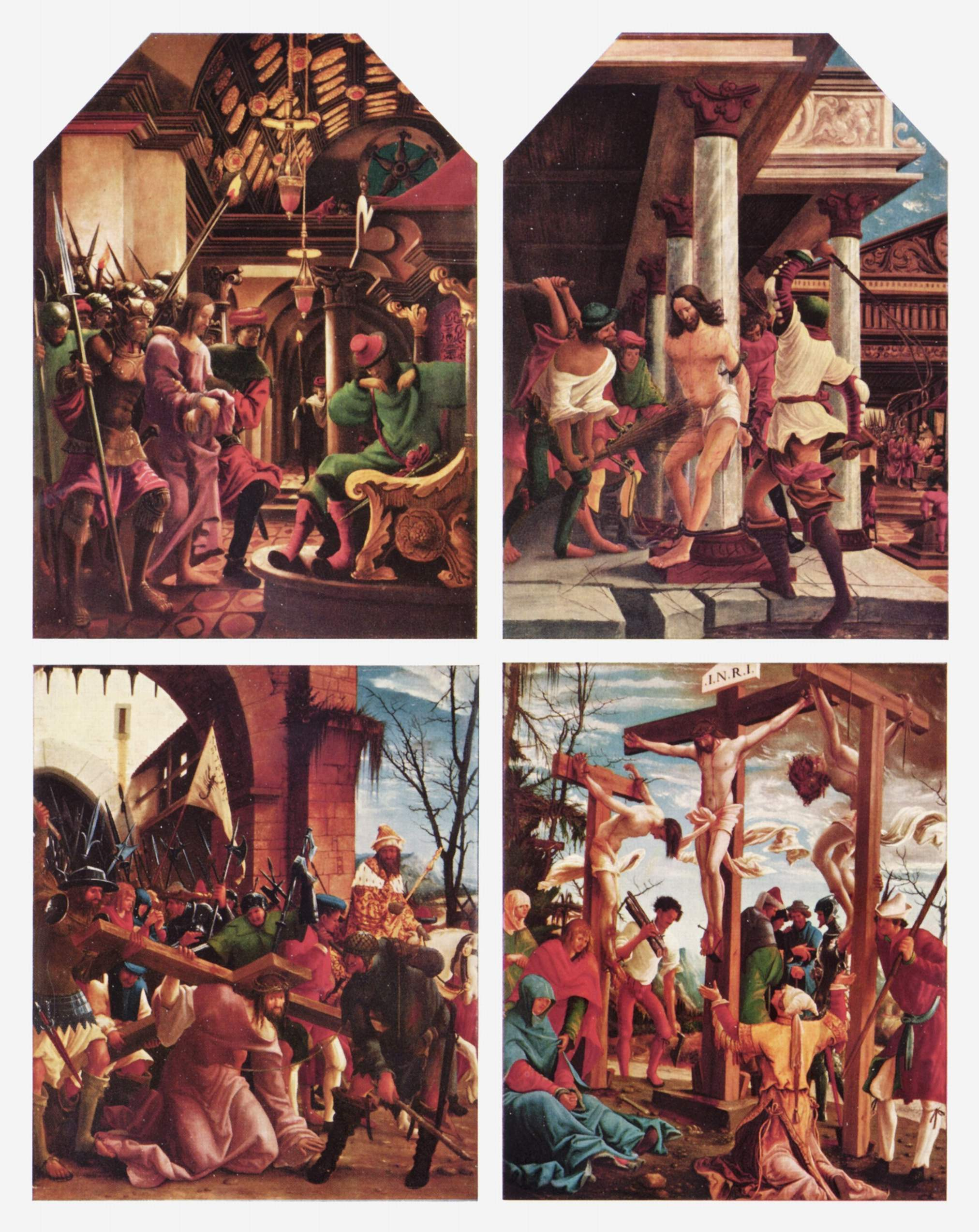
Rechter Innenflügel, Szenen oben: Christus vor Kaiphas, Geißelung Christi, Szenen unten: Kreuztragung, Kreuzigung Christi
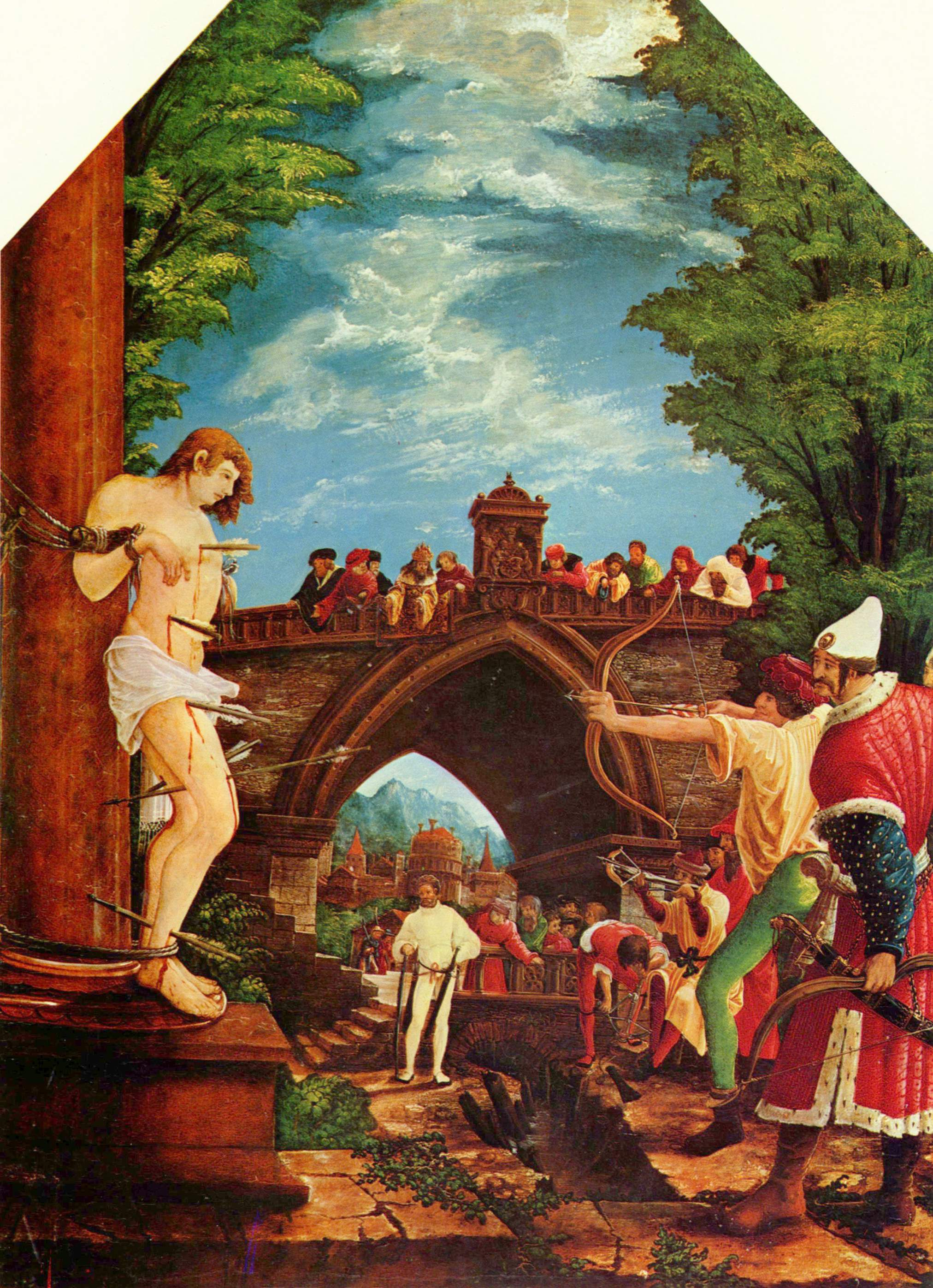
Rechter Außenflügel, Szene oben: Martyrium des hl. Sebastian
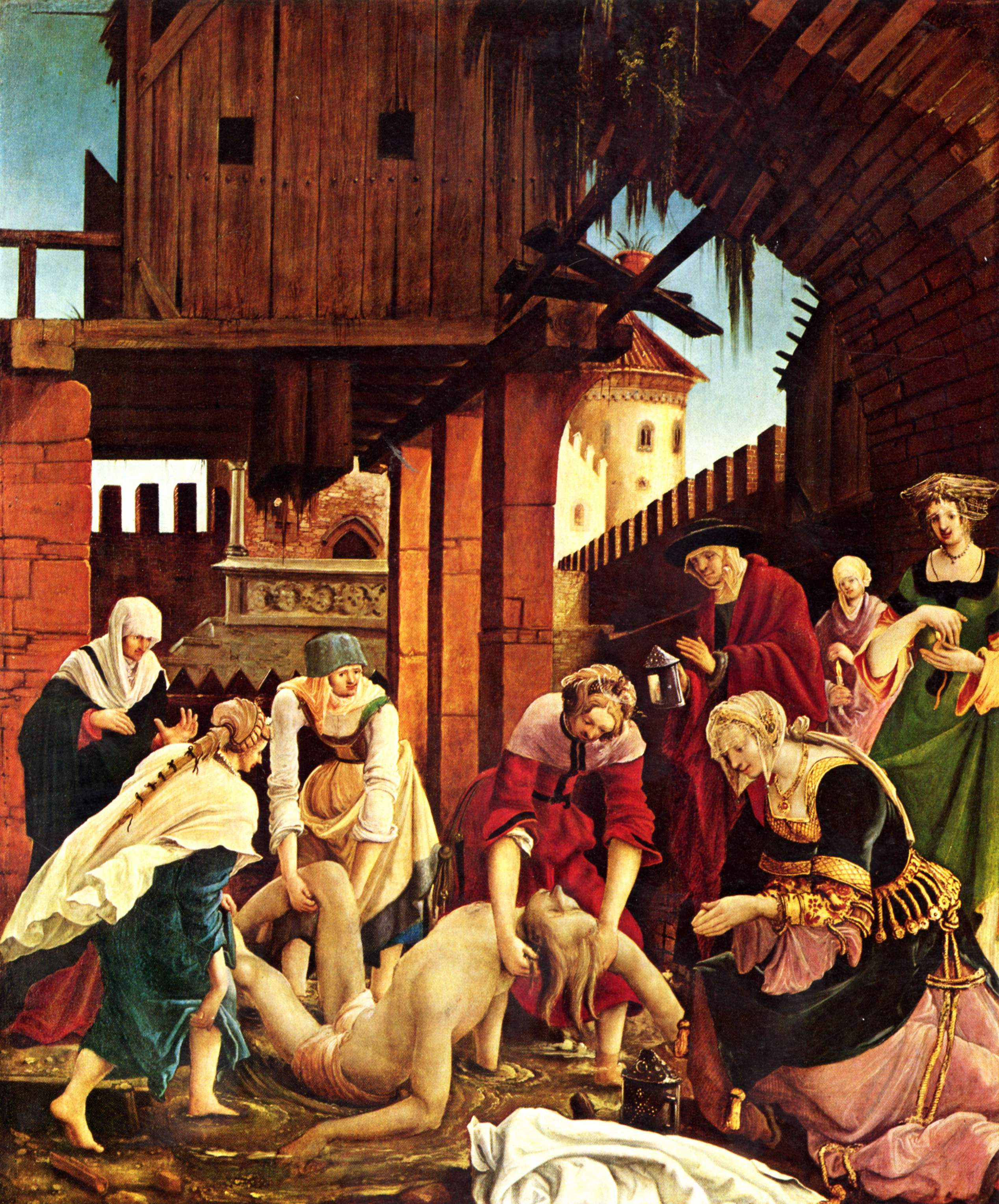
Rechter Außenflügel, Szene unten: Bergung des Leichnams des hl. Sebastian

### Marmorsaal

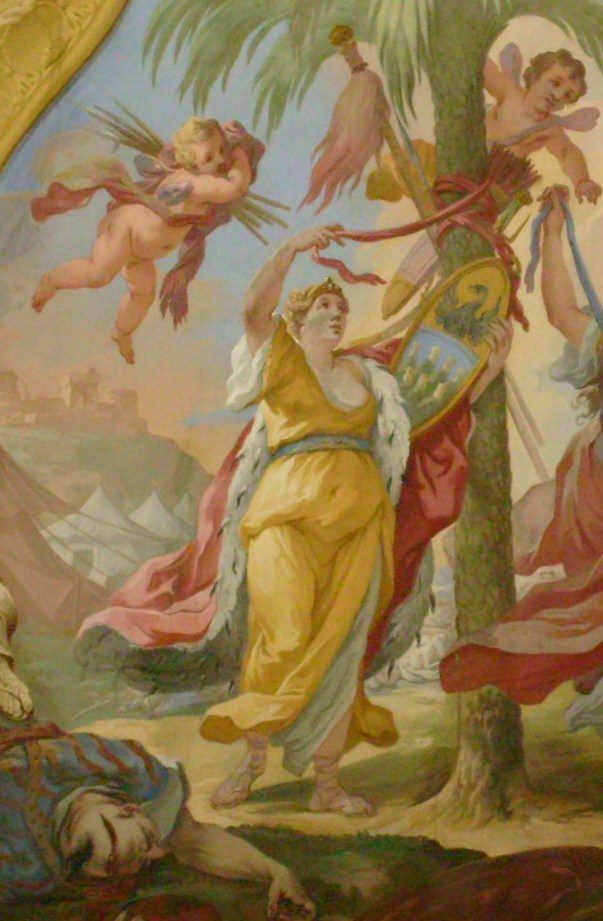
Marmorsaal: Allegorische Darstellung von Siebenbürgen (Bartolomeo Altomonte)

Der 30 m lange, 15 m breite und 15 m hohe Marmorsaal tritt als Risalit in der Mitte des Südflügels hervor. Er nimmt das gesamte zweite und dritte Stockwerk des Gebäudeteils ein. Er wurde 1718 von Jakob Prandtauer entworfen. Der plastische und ornamentale Schmuck der Hoffassade (1723/1724) stammt von Leonhard Sattler. Das Deckengemälde von Bartolomeo Altomonte zeigt die Verherrlichung der Siege Österreichs und Ungarns über die Türken und Segnungen des Friedens. Ippolito Sconzani schuf 1724 die Architekturmalerei. Die Reiterbilder Kaiser Karls VI. und Prinz Eugens schuf ebenfalls Bartolomeo Altomonte. Die Stuck- und Stuckmarmorarbeiten stammen von Franz Josef Ignaz Holzinger (1724–1727).

### Kaiser- und Gästezimmer

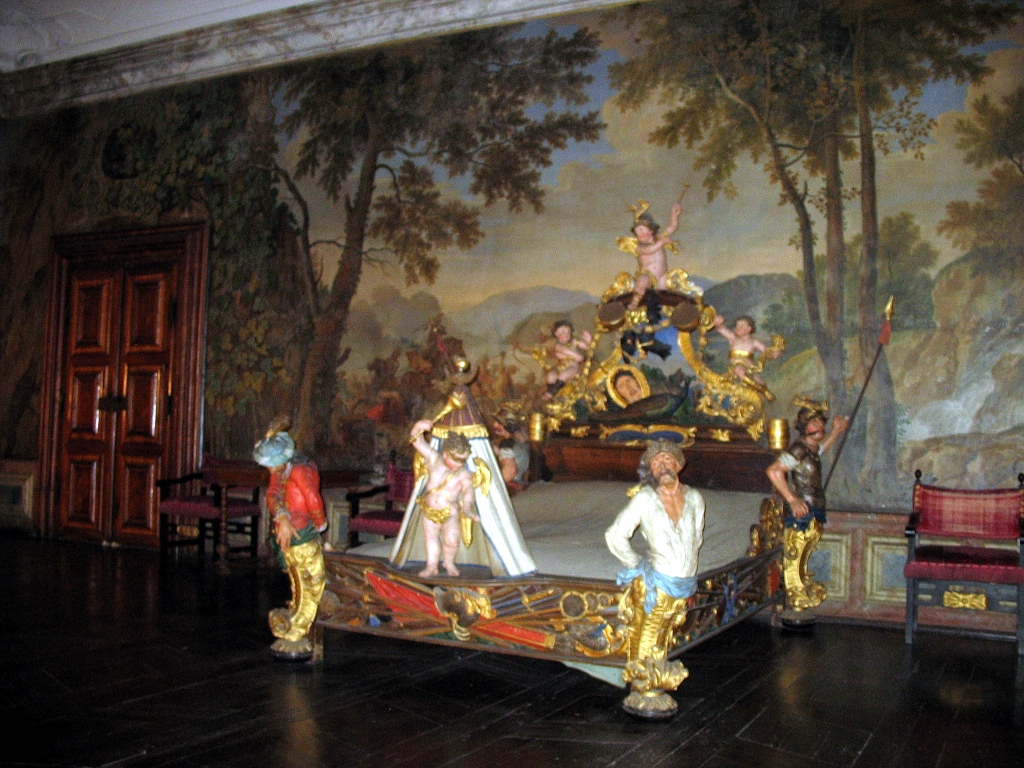
Das Bett im Prinz Eugen-Zimmer schuf Leonhard Sattler

Die 16 Zimmer, die man Gästen aus dem Kaiserhaus, aber auch anderen (Durch)Reisenden bereitstellte (Papst Pius VI hat hier ebenso übernachtet wie Michael Haydn, Franz Schubert und Franz Grillparzer), verfügen noch über die originale Ausstattung und Möbel aus dem 18. Jahrhundert. Alle wurden von oberösterreichischen Künstlern und Handwerkern gefertigt. Die Statuen über den Türen, die Kerzen-Träger und die Bettpfosten im sogenannten Prinz Eugen-Zimmer sind von bemerkenswerter Qualität.
Einige Gästezimmer verfügen über großflächige Malereien, wie das Faistenbergerzimmer, das nach dem ausführenden Künstler Josef Faistenberger benannt ist. Die Malereien an den Wänden des Prinz Eugen-Zimmers und des Jagdzimmers mit Landschaften und Szenen aus den Türkenkriegen und Jagd-Impressionen stammen vom Winterthurer Maler Felix Mayr und seinem Sohn sowie von Ferdinand Kien.

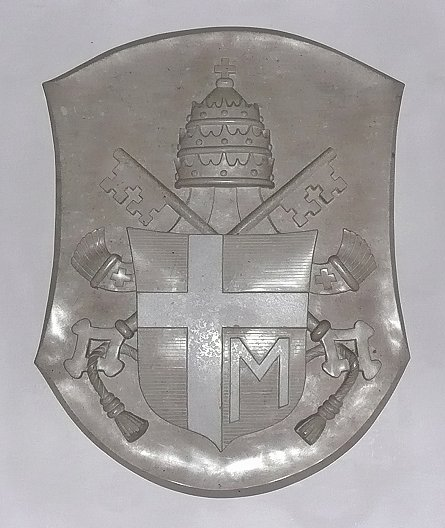
Papstwappen in der Stiftskirche

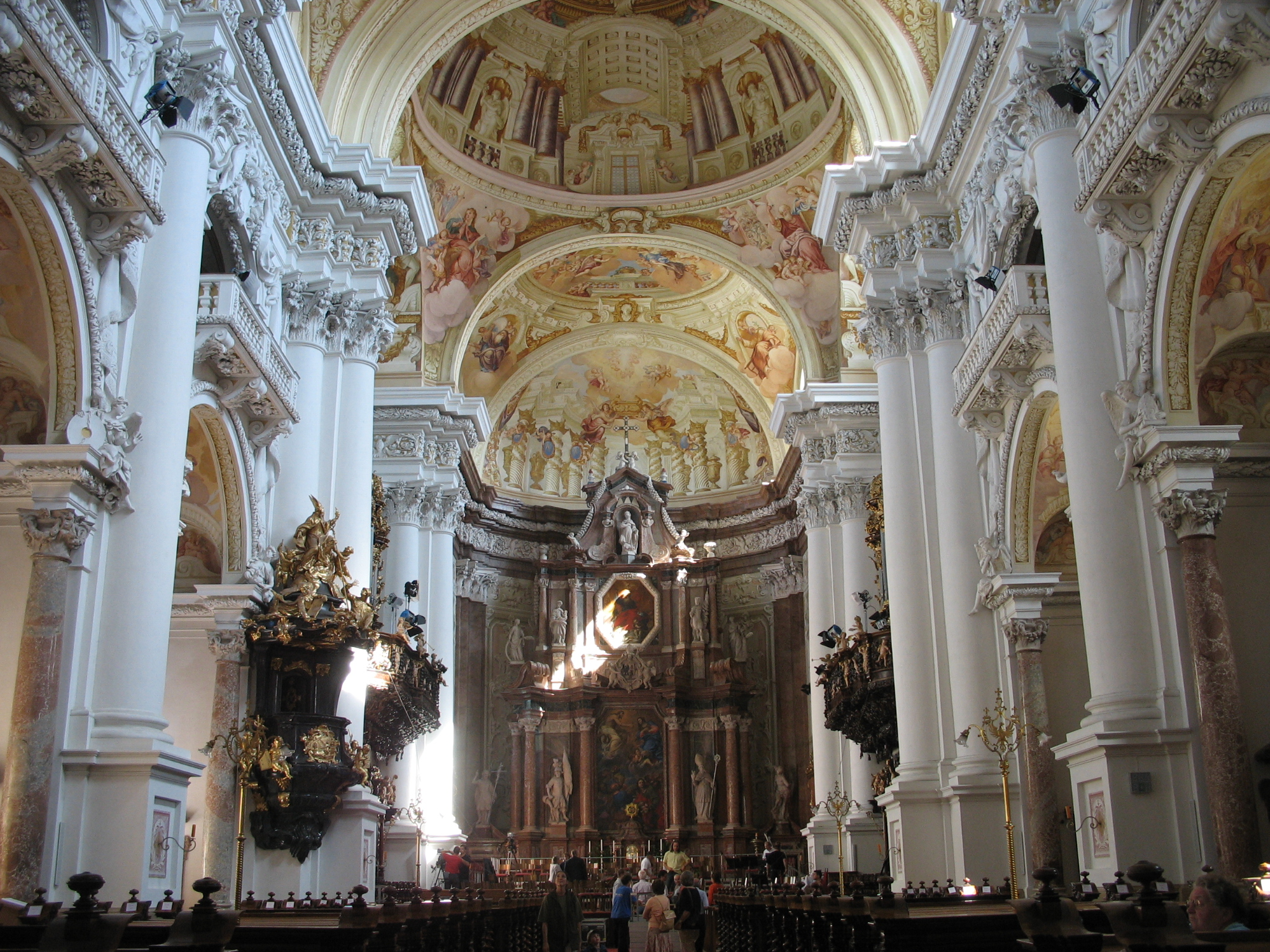
Altarraum der Basilika mit Kanzel

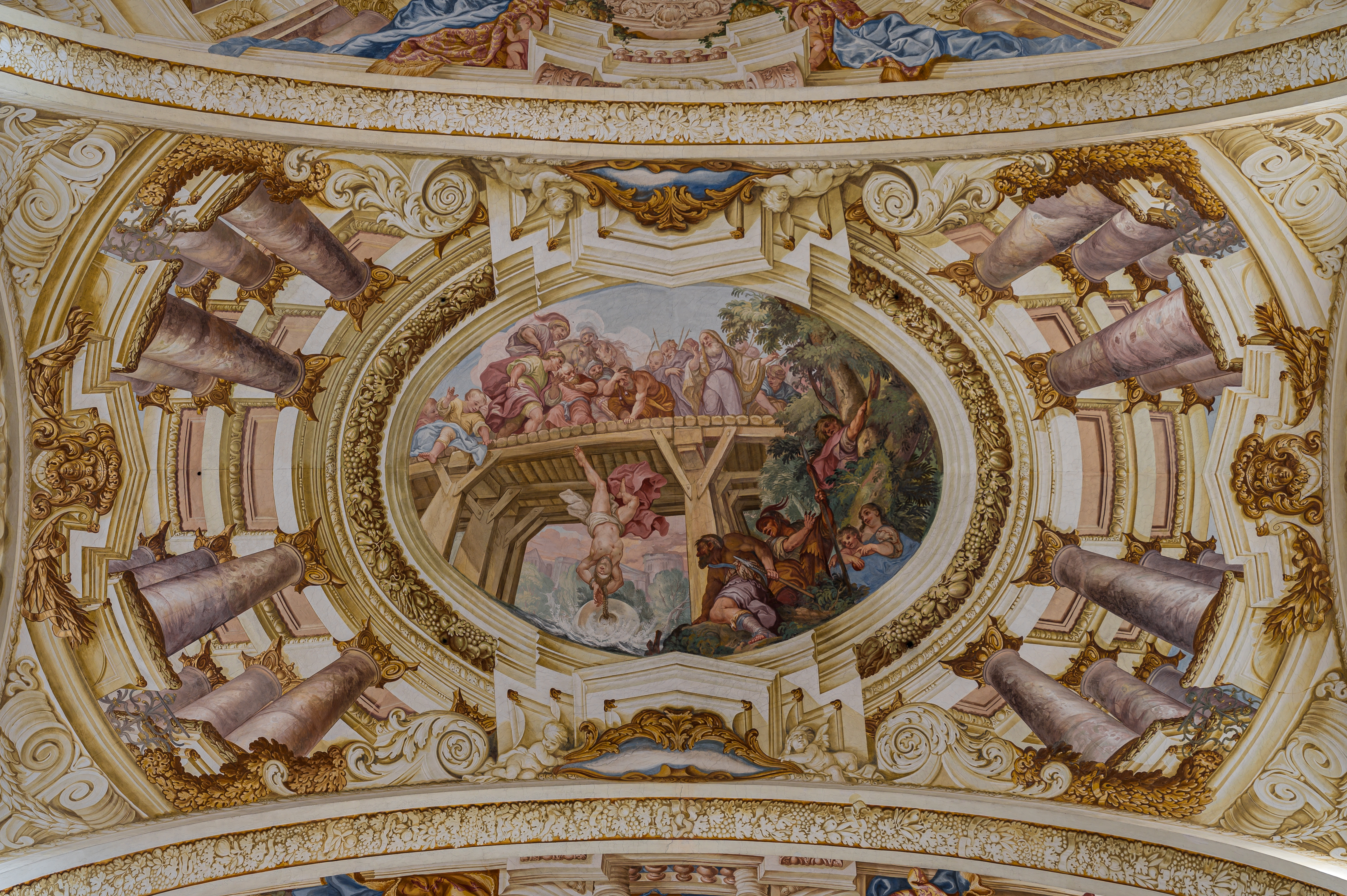
Deckenfresko: Der Tod des Heiligen Florian

## Stiftsbasilika

### Architektur
Die heutige Mariae Himmelfahrt geweihte Stiftskirche ist beinahe ein Neubau, den Carlo Antonio Carlone plante und ab 1686 errichtete. Bemerkenswert sind die mächtigen hervortretenden Halbsäulen, Kapitelle und das Gebälk, das im oberen Bereich eine starke Bewegung vollführt und den Innenraum dominiert. Das Motiv der Säulen wird in der Architekturmalerei an der Decke fortgesetzt. Sie bildet eine Art Rahmen für die figürlichen Szenen im Zentrum (im Langhaus Leben des hl. Florian, im Chor Krönung Mariens). Johann Anton Gumpp und Melchior Steidl (1690–1695) waren die Künstler der Fresken.

### Einrichtung
Der Hochaltar aus rotem Untersberger Marmor stammt von Johann Baptist Colomba (1683–1690), das Altarblatt Aufnahme Mariens in den Himmel von Giuseppe Ghezzi (1687), der Tabernakel von Johann Jakob Sattler (1769). In der Vierung steht an beiden Seiten reich geschnitztes Chorgestühl von Adam Franz (1690/1691) mit Darstellungen der vier Kirchenväter von Jakob Auer in den Nischen. Darüber befinden sich Musiktribünen mit zwei Chororgeln in reich geschnitztem Gehäuse (von Josef Remmer 1691, die Orgeln stammen aus späteren Epochen), ebenfalls von Adam Franz gefertigt, mit zahlreichen musizierenden Putten.
Die Seitenaltäre sind links und rechts in je vier Nischen eingebaut. Sie sind teils aus Untersberger Marmor. Der erste Seitenaltar rechts der Vorhalle ist der Maria Magdalena-Altar von Giovanni Antonio Daria, das Bild malte Andrea Celesti um 1700. Gegenüber befindet sich der Barbara-Altar, ebenfalls von Daria mit einem Altarbild von Wenzel Halbax (1694). Der zweite Altar recht ist der Schutzengel-Altar von Giovanni Battista Bianco, der gegenüberliegende Anna-Altar stammt vom selben Künstler, Michael Willmann malte die beiden Altarbilder. Die beiden nächsten Altäre links und rechts stammen auch von Bianco, die beiden Statuen des hl. Ambrosius und der hl. Monika am Augustinus-Altar schuf Leonhard Sattler, das Altarbild Johann Michael Rottmayr. Die beiden Statuen des hl. Nikolaus und des hl. Donatus am gegenüberliegenden Floriani-Altar sind ebenfalls von Leonhard Sattler (1720), das Altarbild stammt vom Münchner Maler Leopold Schulz (1837). Die beiden letzten Altäre, den Kreuzaltar und den Sakramentsaltar, schuf Giovanni Antonio Daria, die Bilder malte Leopold Schulz.
Die Kanzel aus schwarzem Marmor (der Schalldeckel ist aus Lindenholz) fertigte Johann Michael Leithner aus Lilienfeld. Der plastische Schmuck stammt von Josef Reßler aus Wien (1755). Der Ordensvater Augustinus, der auf dem Schalldeckel steht, hält sein brennendes Herz, das Symbol der Liebe, in Richtung der Kirchenkuppel, in der die Krönung Marias dargestellt ist. Die Kirchenbänke stammen von Stephan Jegg aus St. Florian (ab 1694).
Das Abschlussgitter, das die Vorhalle vom Langhaus trennt, schuf Hans Meßner 1698. Hinter dem Abschlussgitter erinnert ein modernes Monument (von Herbert Friedl 1997) an die Klausnerin Wilbirg (mehr dazu: s. Gruft). 1999 erhob Papst Johannes Paul II. die Stiftskirche zur Basilika minor. Daran erinnert ein Papstwappen von Klaus Wedenig, das sich links hinter dem Abschlussgitter befindet.

### Gruft

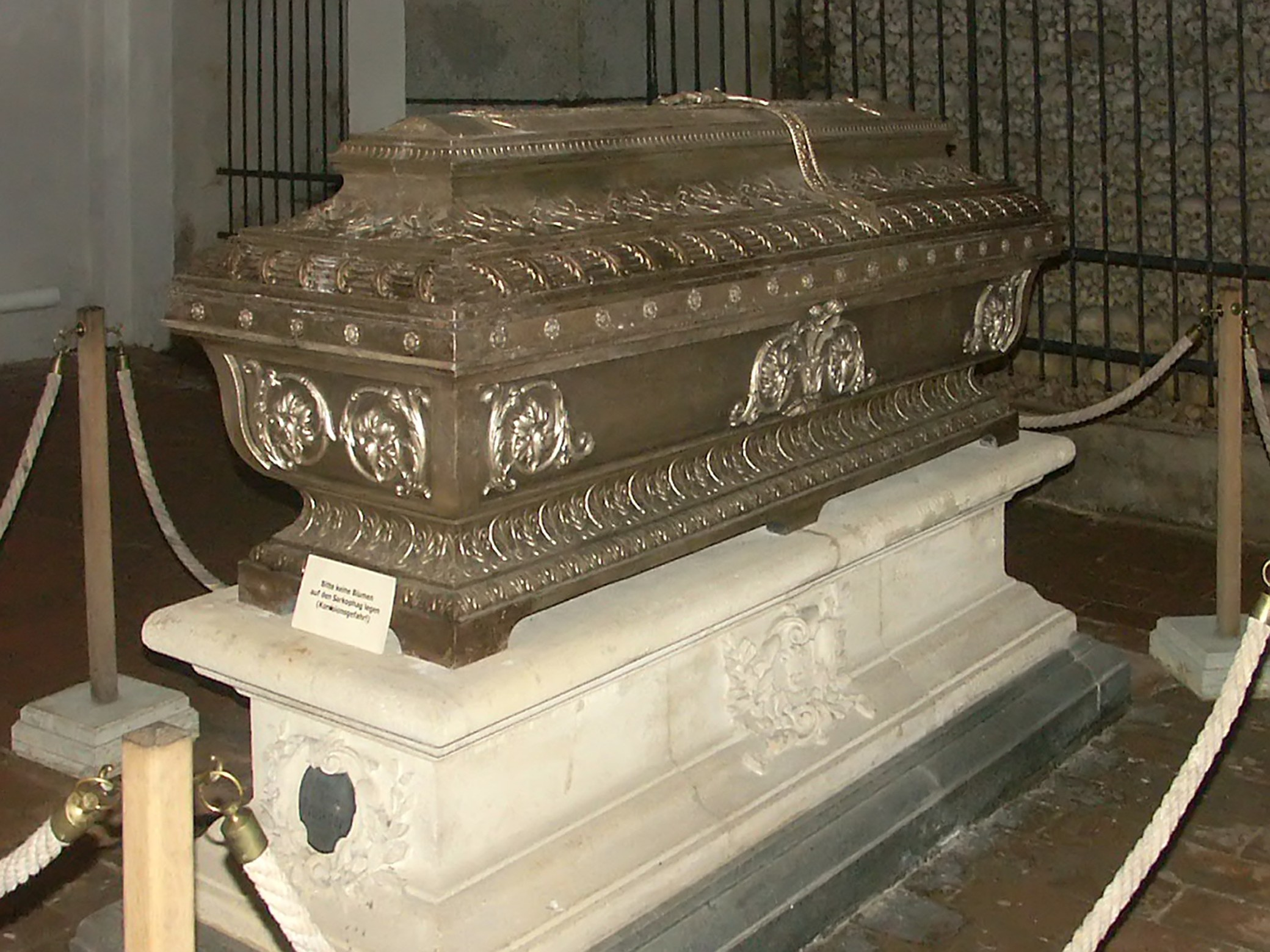
Sarkophag Anton Bruckners in der Gruft, dahinter das Ossarium

Die Gruft unter dem Langhaus der Kirche besteht aus einem Vorraum und einem Hauptraum mit Kreuzgratgewölben auf toskanischen Säulen. An dieser Stelle vermutete man die erste Begräbnisstätte des hl. Florian.
In der Gruft befinden sich Grabsteine und Metallsärge von Pröpsten des Stiftes, ein Grabmal Königin Katharinas von Polen († 1572), Grabmäler der Familien Starhemberg, Volkenstorf und Englhofer (Besitzer von Schloss Marbach) sowie der Steinsarg der Klausnerin Wilbirg, die 41 Jahre lang in einer Klause neben der alten Stiftskirche lebte und 1289 im Ruf der Heiligkeit starb. Sie wird als Schutzpatronin des Stiftes verehrt.
Das Westende der Gruft ist als Ossarium gestaltet. Dort, unterhalb der Orgel, steht an zentraler Stelle der Sarkophag Anton Bruckners. Der von A.M. Beschorner hergestellte Sarkophag trägt am Sockel die Aufschrift Non confundar in aeternum („In Ewigkeit werde ich nicht zuschanden“, die Schlusszeile des Tedeums).

### Brucknerorgel

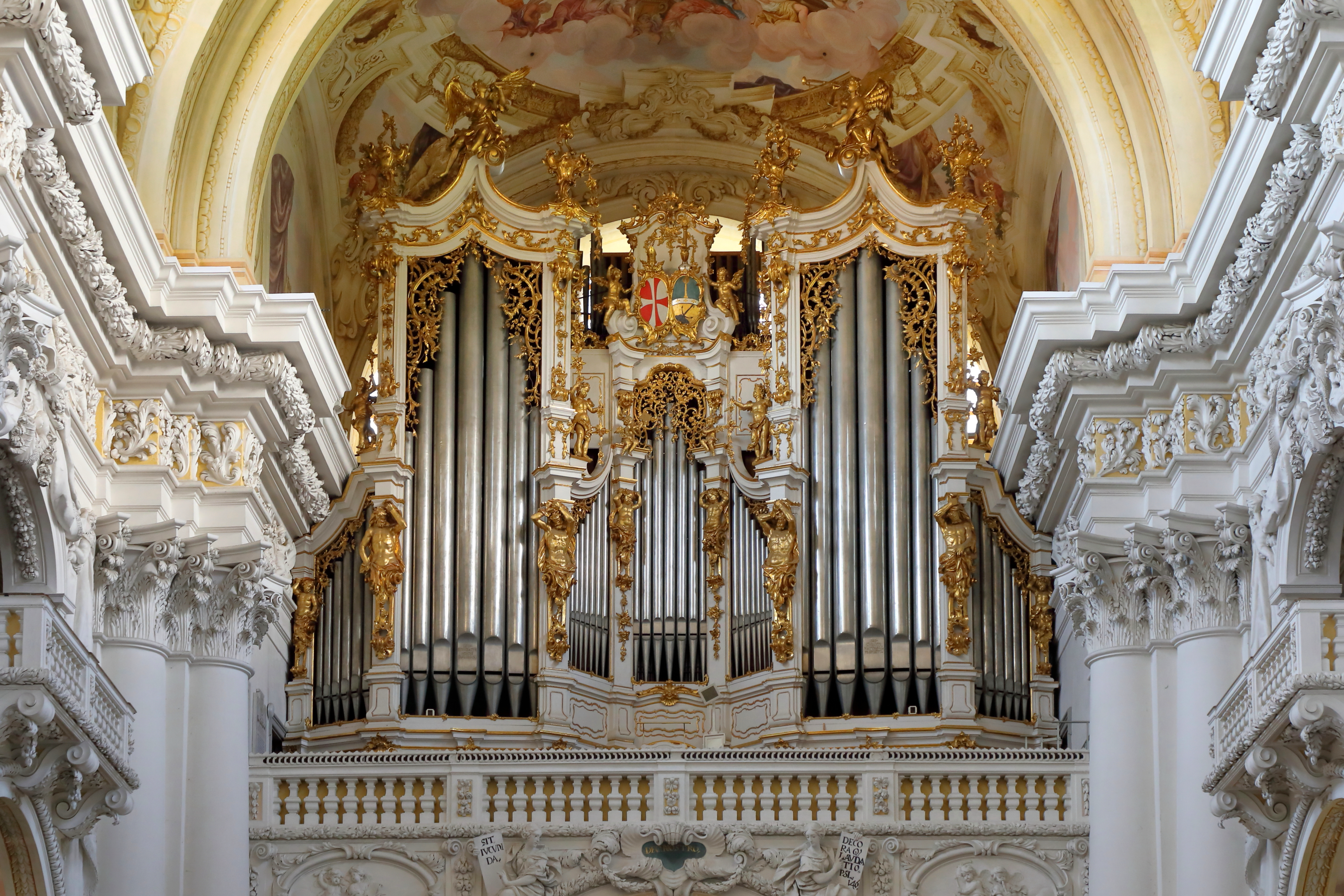
Brucknerorgel auf der Empore oberhalb der Vorhalle

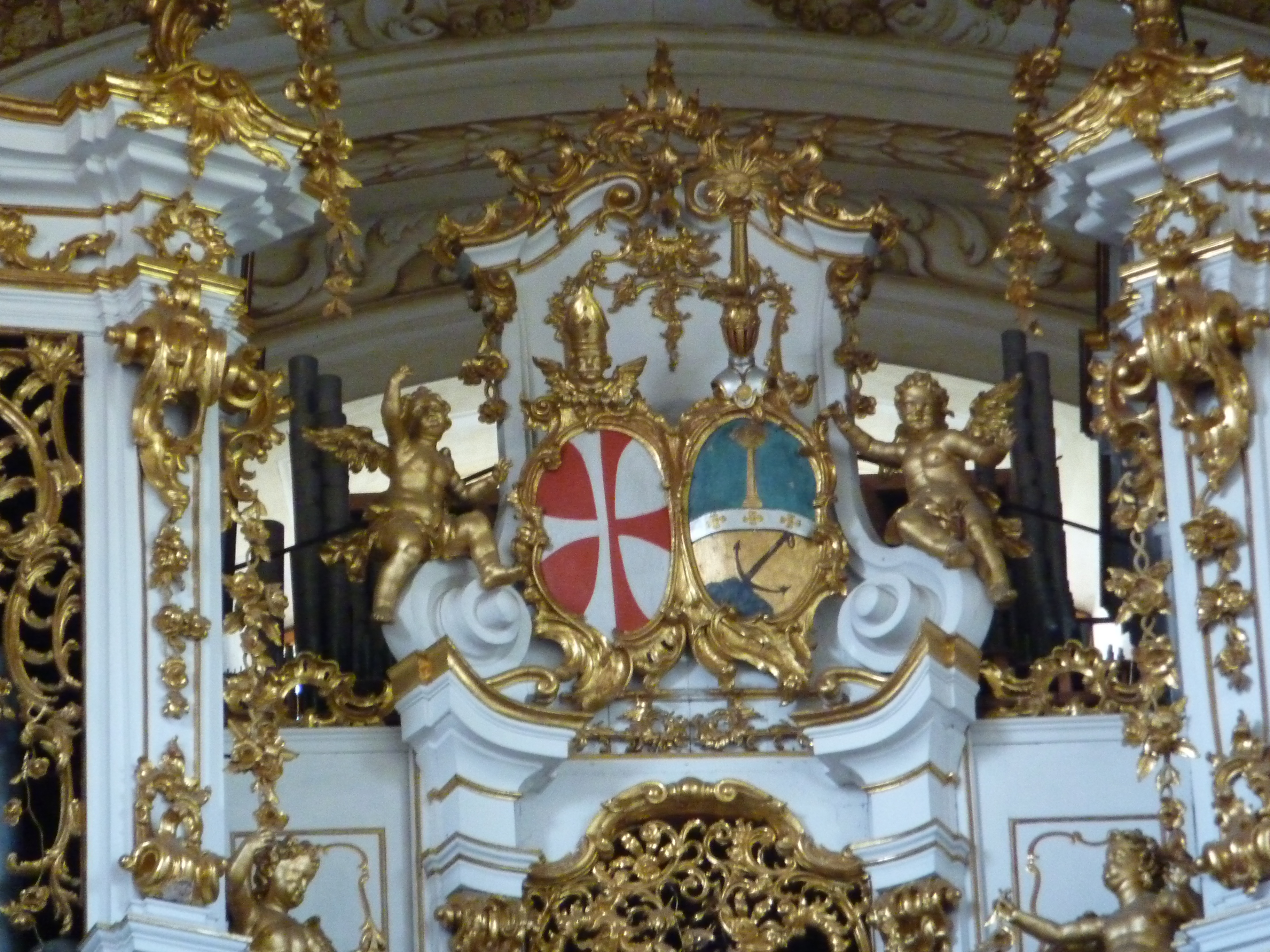
Wappenkartusche von Propst Matthäus Gogl (?) an der Brucknerorgel

Die Orgel in der Basilika erhielt 1930 ihren Namen, weil sie eng mit dem Schaffen Anton Bruckners verbunden ist. Der slowenische Orgelbauer Franz Xaver Krismann errichtete das Instrument 1770–1774. Es verfügt über 74 Register auf drei Manualwerken und Pedal. Das spätbarocke Gehäuse stammt von Johann Christian Jegg.
Im Lauf der Zeit wurde die Orgel mehrfach umgebaut, u. a. von Johann Georg Fischer, Matthäus Mauracher, den Gebrüdern Mauracher und Wilhelm Zika. Zunächst beschränkten sich die Umbauten auf die Balganlage, um die Probleme bei der Windversorgung zu beseitigen. 1873 wurde das Instrument von Matthäus Mauracher (Salzburg) nachhaltig verändert. Im Interesse eines eher romantischen Klangbildes wurden etwa ein Drittel der Register ersetzt und einige Register umintoniert. Das Instrument erhielt ein viertes Manualwerk, die Disposition wurde auf 78 Register erweitert; außerdem wurde die Mittelfront des Prospektes von 8′- auf 16′-Länge umgebaut. 1932 wurde die Orgel von Dreher & Flamm (1929–1953) (Salzburg) und den Gebrüdern Mauracher (Linz) überarbeitet. Dabei wurden die Schleifladen gegen Kegelladen ausgetauscht, das Instrument mit elektropneumatischen Spieltrakturen ausgestattet und auf insgesamt 92 Register erweitert. Außerdem wurden die Chororgeln an die Hauptorgel angeschlossen. 1951 wurde die Orgel von Wilhelm Zika überarbeitet und in Teilen auf den Ursprungszustand zurückgeführt. Das Instrument wurde wieder mit Schleifladen ausgestattet, etliche Register von Krismann wurden rekonstruiert. Außerdem wurde die Disposition erneut auf nunmehr 103 Stimmen erweitert. Hinzugefügt wurden das Trompeten- und das Regalwerk, das Labialwerk wurde in einem Schwellkasten aufgestellt.
1996 führten Mitarbeiter der OÖ-Orgelbauanstalt Kögler (St. Florian) eine Restaurierung durch. Das Instrument erhielt elektrische Trakturen und einen neuen Spieltisch mit zahlreichen Spielhilfen (u. a. einer elektronischen 4x640-fachen Setzeranlage, einem Diskettenspeicherwerk und einer automatischen Abspielanlage per Magnetband). Die Bruckner-Orgel hat 103 Register (7.386 Pfeifen) und war, von der 1960 erbauten und zwischenzeitlich fast 30 Jahre ausgefallenen Riesenorgel im Stephansdom abgesehen, die größte spielbare Kirchenorgel Österreichs. Darüber hinaus genießt sie wegen ihres Klanges und ihrer Verbindung mit Anton Bruckner Weltruf.
| I Positiv C–g3    |       |
| Prinzipalino      | 8′    |
| Koppel            | 8′    |
| Echo              | 8′    |
| Ottava            | 4′    |
| Kleingedeckt      | 4′    |
| Falsetti dolci    | 4′    |
| Decima quinta     | 2′    |
| Flauto conditioni | 2′    |
| Decima nona       | 1 ⁄3′ |
| Vigesima secunda  | 1′    |
| Vigesima sesta    | 2⁄3′  |
| Vigesima nona     | 1⁄2′  |
| Musette           | 8′    |
| Tremulant         |       |

| II Hauptwerk C–g3 |       |
| Praestant         | 16′   |
| Douceflöte II     | 16′   |
| Principal         | 8′    |
| Oktav             | 8′    |
| Flauto hemiolo    | 8′    |
| Quintadena        | 8′    |
| Unda maris        | 8′    |
| Alba              | 8′    |
| Oktav             | 4′    |
| Superoktav        | 4′    |
| Spitzflöte        | 4′    |
| Divinare          | 4′    |
| Quint             | 2 ⁄3′ |
| Quint             | 2 ⁄3′ |
| Nasat             | 2 ⁄3′ |
| Sedecima          | 2′    |
| Gemshorn          | 2′    |
| Flauto in XV      | 2′    |
| Accordo X         | 4′    |
| Mixtur VIII       | 2′    |

| III Schwellwerk C–g3 |        |
| Contra-Prinzipal     | 16′    |
| Prinzipal            | 8′     |
| Flauto comune        | 8′     |
| Traverso             | 8′     |
| Viola da Gamba       | 8′     |
| Dulziana             | 8′     |
| Sirene               | 8′     |
| Voce umana           | 8′     |
| Oktav                | 4′     |
| Flauto in Ottava     | 4′     |
| Quintadena           | 4′     |
| Salizetti            | 4′     |
| Dulziana             | 4′     |
| Ciuffoli protei      | 2 ⁄3′  |
| Feldflöte            | 2′     |
| Ciuffoli protei      | 1 3⁄5′ |
| Cornettini III       | 1 ⁄3′  |
| Bombeggi bassi       | 8′     |
| Maschiotti           | 4′     |
| Mixtur VI            | 2 ⁄3′  |

| Pedalwerk C–f1        |         |
| Prinzipal             | 32′     |
| Bordoni               | 32′     |
| Prinzipal             | 16′     |
| Oktav                 | 16′     |
| Borduna               | 16′     |
| Violon                | 16′     |
| Quintadena            | 16′     |
| Gedackt               | 10 2⁄3′ |
| Oktav                 | 8′      |
| Hohlflöte             | 8′      |
| Violongedackt         | 8′      |
| Violoncello           | 8′      |
| Gemshorn              | 5 1⁄3′  |
| Superoktav            | 4′      |
| Nachthorngedackt      | 4′      |
| Schwegel              | 2′      |
| Accordo XII           | 8′      |
| Kornett IV            | 4′      |
| Rauschpfeife III      | 2′      |
| Bombardoni grossi     | 32′     |
| Bombardoni mezzanetti | 16′     |
| Fagott                | 16′     |
| Trompete              | 8′      |
| Klarine               | 4′      |

| Labialwerk C–g3 |        |
| Salizional      | 16′    |
| Rohrgedackt     | 16′    |
| Rohrflöte       | 8′     |
| Nachthorn       | 8′     |
| Salizional      | 8′     |
| Großnasat       | 5 1⁄3′ |
| Nachthorn       | 4′     |
| Portunalflöte   | 4′     |
| Salizional      | 4′     |

| (Fortsetzung) |        |
| Rohrnasat     | 2 ⁄3′  |
| Nachthorn     | 2′     |
| Gemshorn      | 1 3⁄5′ |
| Larigot       | 1 ⁄3′  |
| Septime       | 1 ⁄7′  |
| Sifflöte      | 1′     |
| None          | 8⁄9′   |
| Tremulant     |        |

| Trompetenwerk C–g3 |     |
| Trompete           | 16′ |
| Trompete           | 8′  |
| Trompete           | 4′  |
| Rauschwerk XII     | 4′  |

| Regalwerk C–g3 |      |
| Dulzian        | 16′  |
| Basson         | 16′  |
| Krummhorn      | 8′   |
| Bärpfeife      | 8′   |
| Geigenregal    | 4′   |
| Terzzimbel III | 1⁄6′ |
| Tremulant      |      |

- Koppeln: II/I, III/I, III/II, I/P, II/P, III/P; Labialwerk an I, II, III, IV, P; Trompetenwerk an II, III, IV, P; Regalwerk an I, II, III, IV, P

1. 1 2 3 4 5 6  Enge Mensur.
2. 1 2 3 4  Weite Mensur.

### Chororgel

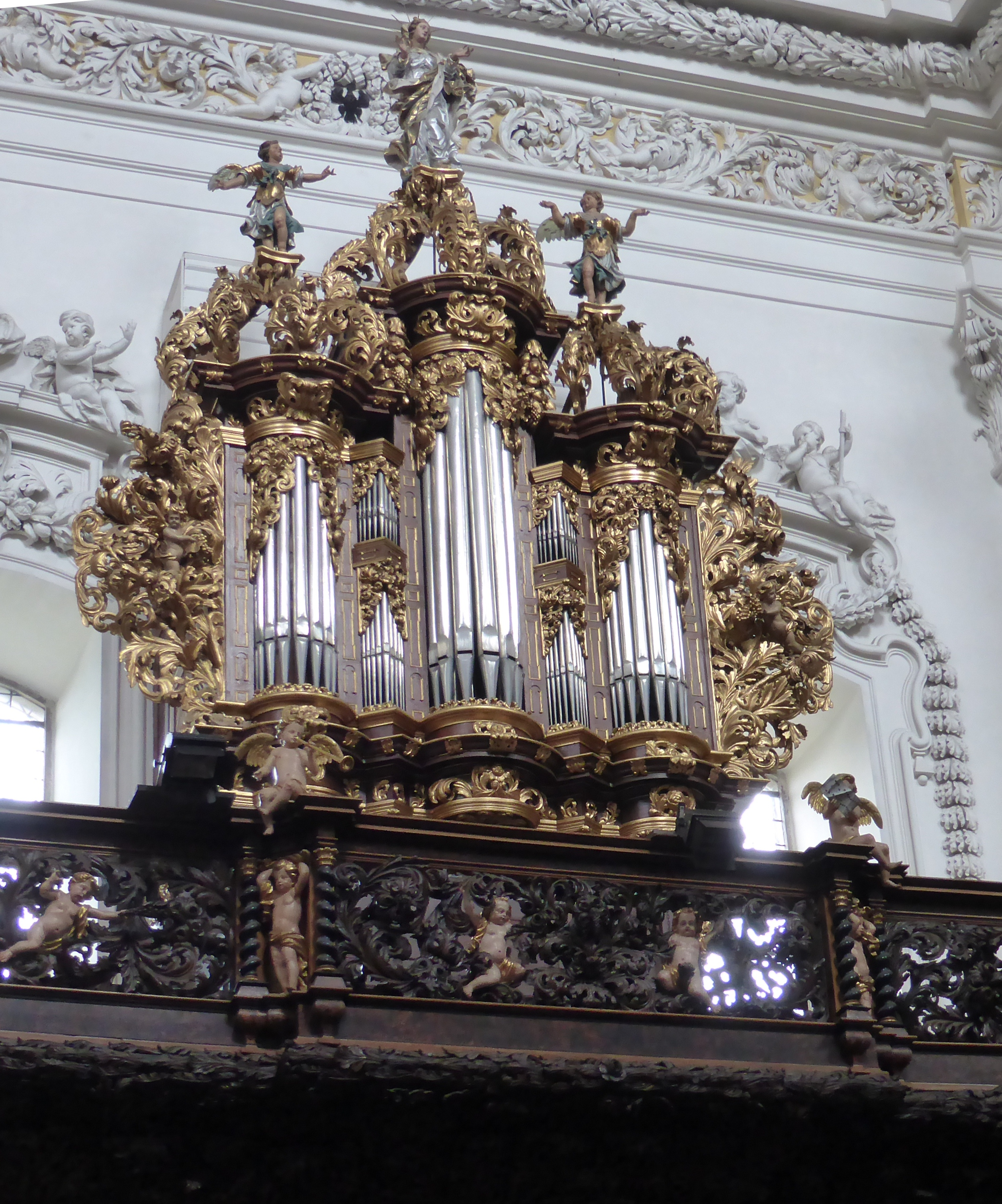
Gehäuse der Chororgel (Johann Ulrich Römer)

Neben der Bruckner-Orgel gibt es in der Stiftskirche auch noch eine Chororgel, die auf beide Seiten des Presbyteriums aufgeteilt ist. In den Römer-Orgelgehäusen von 1691 befindet sich ein Werk der Gebr. Mauracher von 1931 mit 43 Registern.

### Glocken
Die Stiftskirche verfügt über einen historisch gewachsenen sowie musikalisch und künstlerisch wertvollen Kirchenglockenbestand, der sich in zwei Geläutegruppen aufteilt: in das Hauptgeläut und das Chor- oder Nebengeläut.

#### Hauptgeläut
Zwölf Glocken sind auf die beiden Westtürme verteilt, wobei die Große Glocke separat im Nordwestturm angebracht ist. Sie zählt zu den größten Glocken Österreichs und läutet jeden Donnerstagabend zur Erinnerung an die Todesangst Christi auf dem Ölberg; daher rührt ihr Beiname Angstglocke.
Im Zuge der Sanierung des Jahres 2003 kamen die beiden Schlagglocken des Bläserturmes mit hinzu. Das eigentliche und zusammenläutende Hauptgeläut besteht aus den sieben größten Glocken. Die Glocken, die aus dem 14. Jahrhundert stammen, insbesondere die Zwölferin, die Elferin, die Sechserin und die Erste Chorglocke, zeugen von hoher Glockengießkunst. Sie entstammen einer St. Florianer Gießerwerkstatt und sind 1318 und 1319 datiert.
| Nr. | Name                                | Gussjahr | Gießer                      | Gewicht (kg) | Durchmesser (mm) | Nominal (HT-1/16) | Turm |
| --- | ----------------------------------- | -------- | --------------------------- | ------------ | ---------------- | ----------------- | ---- |
| 1   | Angst-, Prälaten- oder Große Glocke | 1717     | Mathias Prininger           | 8643         | 2440             | f0 –5             | Nord |
| 2   | Frauen- oder Dechantglocke          | 1648     | Martin Fitler               | 5376         | 1810             | h0 –5             | Süd  |
| 3   | Zwölferin oder Marienglocke         | 1318     | St. Florianer Werkstätte    | 1560         | 1250             | fis1 +5           | Süd  |
| 4   | Elferin oder Florianiglocke         | 1318     | St. Florianer Werkstätte    | 800          | 1060             | a1 +2             | Süd  |
| 5   | Sechserin oder Augustiniglocke      | 1319     | St. Florianer Werkstätte    | 550          | 910              | cis2 –4           | Süd  |
| 6   | Geburtsglocke (Gabriel)             | 2000     | Rudolf Perner, Passau       | 238          | 729              | d2 +1             | Süd  |
| 7   | Erste Chor- oder Gregoriiglocke     | 1319     | St. Florianer Werkstätte    | 300          | 760              | e2 +1             | Süd  |
| 8   | −                                   | 14. Jh.  | St. Florianer Werkstätte    | 230          | 680              | fis2 –4           | Süd  |
| 9   | Zügenglocke                         | 1689     | Johann Gordian Schelchshorn | 90           | 530              | g2 –6             | Süd  |
| 10  | Zweite Chorglocke                   | 1471     | Jörg Golpitscher            | 112          | 550              | gis2 +4           | Süd  |
| 11  | Evangelistenglocke                  | 14. Jh.  | St. Florianer Werkstätte    | 60           | 440              | d3 –6             | Süd  |
| 12  | Loreto-Glöcklein                    | 1690     | italienischer Gießer        | 15           | 300              | ~gis3             | Süd  |

#### Chor- oder Nebengeläut
Ferner existiert ein achtstimmiges Chorgeläut. Es dient als Nebengeläut für den täglichen Gebrauch (Aufruf zum dreimal pro Tag stattfindenden Chorgebet der Mönche im Oratorium). Die Disposition folgt einer reinen C-Dur-Tonleiter. Musikalisch und technisch ist es als ein sogenanntes Zimbelgeläut angelegt: Die Wandungsstärke (Rippe) der Glocken wird mit zunehmender Tonhöhe stärker, die Tonlage geht bis in die dreigestrichene Oktave (c3). Die Glocken tragen aufsteigend die Anrufung und die sieben Bitten des Vaterunsers.
| Nr. | Nominal (HT-1/16) | Gussjahr | Gießer                                | Gewicht (kg) | Durchmesser (mm) | Inschrift                            |
| --- | ----------------- | -------- | ------------------------------------- | ------------ | ---------------- | ------------------------------------ |
| 1   | c2 ±0             | 2000     | Karlsruher Glocken- und Kunstgießerei | 320          | 768              | „Vater unser“                        |
| 2   | d2 –2             | 2000     | Karlsruher Glocken- und Kunstgießerei | 268          | 723              | „Geheiligt werde dein Name“          |
| 3   | e2 –2             | 2000     | Karlsruher Glocken- und Kunstgießerei | 223          | 665              | „Dein Reich komme“                   |
| 4   | f2 +1             | 2000     | Karlsruher Glocken- und Kunstgießerei | 178          | 627              | „Dein Wille geschehe“                |
| 5   | g2 ±0             | 2000     | Karlsruher Glocken- und Kunstgießerei | 146          | 571              | „Unser tägliches Brot gib uns heute“ |
| 6   | a2 –1             | 2000     | Karlsruher Glocken- und Kunstgießerei | 102          | 511              | „Vergib uns unsere Schuld“           |
| 7   | h2 –1             | 2000     | Karlsruher Glocken- und Kunstgießerei | 82           | 470              | „Führe uns nicht in Versuchung“      |
| 8   | c3 +2             | 2000     | Karlsruher Glocken- und Kunstgießerei | 64           | 446              | „Erlöse uns von dem Bösen“           |

## St. Florianer Sängerknaben
Mit dem Stift eng verbunden sind die Florianer Sängerknaben. Der bekannte Knabenchor hat eine lange Tradition (die Ursprünge reichen bis in das Jahr 1071 zurück). Sie wohnen im Internat und besuchen öffentliche Schulen im Ort. Seit 1991 führen die Haupt- und die Neue Mittelschule St. Florian eigene Klassen für die Sängerknaben. Ein Chorleiter, zurzeit ist das Markus Stumpner, sorgt für die Stimmausbildung und studiert mit den Knaben das aktuelle Repertoire ein.
Bis vor wenigen Jahrzehnten waren die Sängerknaben fast ausschließlich für die Gestaltung der Kirchenmusik im Stift zuständig. Unter dem früheren Leiter Hans Bachl († 1984) fanden erste Konzertreisen ins Ausland statt, und die Sängerknaben nahmen erfolgreich an Wettbewerben teil. Heute hat der Chor vielfältige Aufgaben: kirchenmusikalische Aufführungen gehören noch immer dazu, sie singen häufig in Opern, wie z. B. die Drei Knaben in der Zauberflöte (Salzburg, Wien, Berlin, Verona), machen regelmäßig Konzertreisen in alle Teile der Welt und nehmen CDs auf.
1989 wurde der Männerchor der St. Florianer Sängerknaben gegründet, der größtenteils aus ehemaligen Sängerknaben besteht, die ihre gesangliche Ausbildung fortsetz(t)en und teilweise auch in anderen Ensembles oder Gruppierungen auftreten. Es sind auch viele Musiker aus diesem Chor hervorgegangen, der bekannteste ist Anton Bruckner.

## Internationale Brucknertage St. Florian
Seit 1997 finden alljährlich die „Brucknertage St. Florian“ statt und eröffnen, am Ort des Schaffens Anton Bruckners, einen unmittelbaren Zugang zu seinem Werk. Der Zwölfjährige wurde 1837 bei den St. Florianer Sängerknaben aufgenommen und hielt von da an bis zu seinem Lebensende innigen Kontakt zum Stift und zu den Augustiner Chorherren. Jeden Sommer kehrte er dorthin zurück, um Kraft zu schöpfen, als er schon längst in Wien lebte. 1896 starb der Musikant Gottes und wurde seinem Wunsch gemäß unter der Orgel der Florianer Stiftsbasilika beigesetzt.
Um die Weiterführung und Entwicklung der Brucknertage St. Florian zu gewährleisten, wurde mit der Saison 2007 der gleichnamige Verein ins Leben gerufen. Die Mitglieder sind für die Organisation und für die Durchführung der Brucknertage verantwortlich. Damit wird die Musiktradition des Stiftes St. Florian weitergeführt.
Von 2011 bis 2023 hat das Altomonteorchester St. Florian unter der Leitung von Rémy Ballot die zehn Symphonien Anton Bruckners bei den St. Florianer Bruckner Tagen gespielt. Die zehn Live-Mitschnitte erschienen zunächst einzeln bei dem Label Gramola auf CDs, 2023 in einer Box mit dem Titel „ANTON BRUCKNER. Zehn Symphonien“. Die Livemitschnitte haben zahlreiche Auszeichnungen gewonnen, darunter den Diapason d’or Découverte von Diapason Découverte, viermal den Supersonic-Preis des Onlinemazins Pizzicato sowie mehrere Nominierungen für die International Classical Music Awards (ICMA) und den Grammy. 2024 (200 Jahre nach Bruckners Geburt) spielte das Altomonte Orchester unter der Leitung von Rémy Ballot die „IX. Symphonie & Auszüge aus den erhaltenen Finalfragmenten“. Das Konzert wurde von dem Musikwissenschaftler Prof. Felix Diergarten moderiert.

## Feuerwehrmuseum
In einem Teil der architektonisch als doppelter Vierkanthof errichteten barocken Stiftsmeierei, befindet sich seit 1984 das Oberösterreichische Feuerwehrmuseum St. Florian (auch Historisches Feuerwehrzeughaus St. Florian genannt).

## Stiftspfarrkirchen
Das Stift hat 33 inkorporierte Pfarren. Die Pfarrkirche Spitz war in ihren Anfängen inkorporiert.
- Pfarrkirche Ansfelden (seit 1682)
- Pfarrkirche Asten
- Pfarrkirche Berg an der Krems
- Pfarrkirche Ebelsberg
- Pfarrkirche Grünbach
- Pfarrkirche Hargelsberg
- Pfarrkirche Hofkirchen im Traunkreis
- Pfarrkirche Katsdorf (1125–1546 und seit 1785)
- Pfarrkirche Kleinmünchen (seit 1876)
- Pfarrkirche Lasberg (seit 1655)
- Pfarrkirche Regau
- Pfarrkirche Ried in der Riedmark (seit 1547)
- Pfarrkirche St. Marienkirchen an der Polsenz
- Pfarrkirche St. Oswald bei Freistadt (seit 1698)
- Pfarrkirche Vöcklabruck